# Jan Brueghel der Ältere

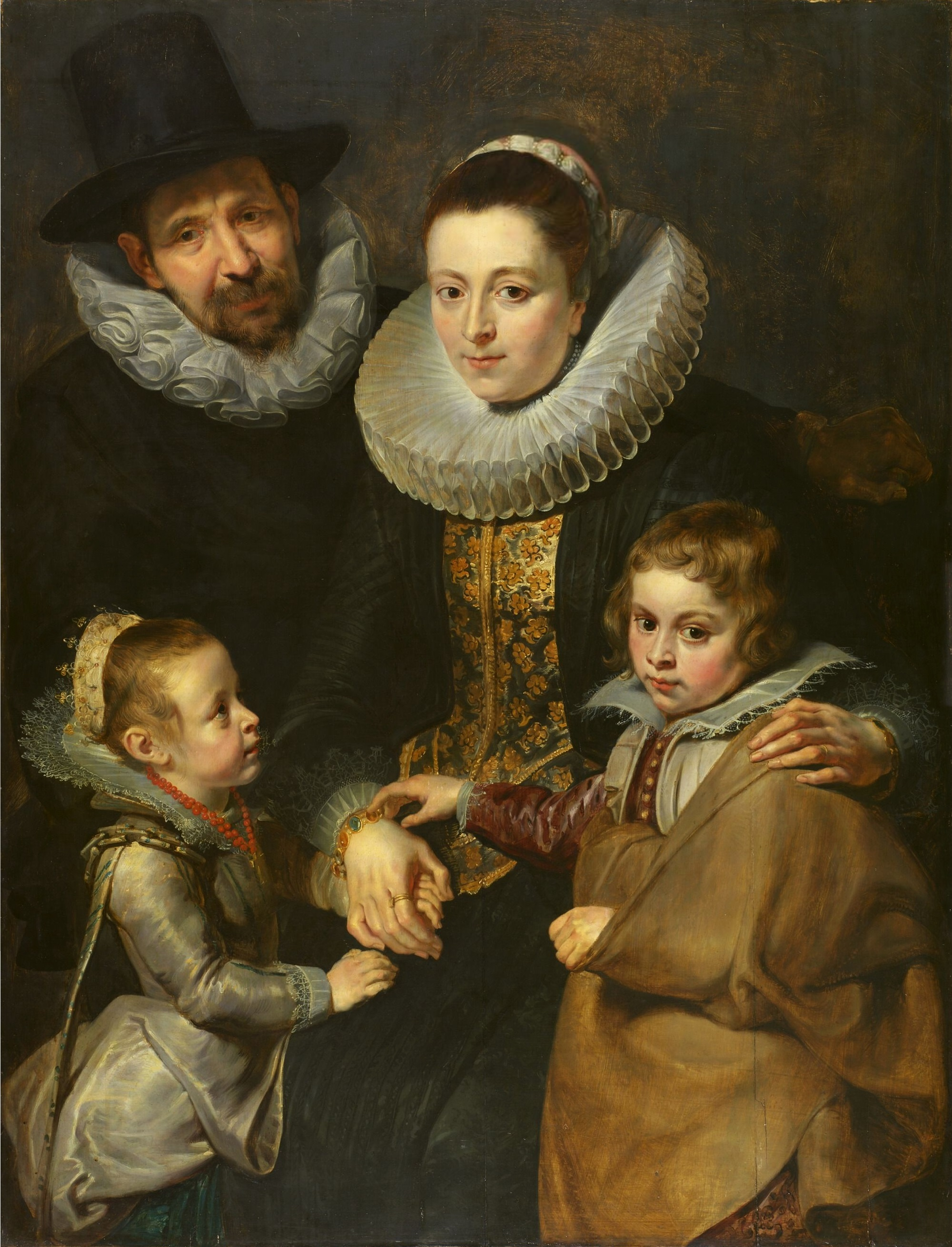
Jan Brueghel der Ältere mit seiner Frau und zwei Kindern, 1613–15 (Gemälde von Peter Paul Rubens, heute in der Courtauld Gallery London)

Jan Brueghel der Ältere [ˈbɾøːɣəl] (auch: Bruegel oder Breughel; * 1568 in Brüssel; † 13. Januar 1625 in Antwerpen, Spanische Niederlande), auch genannt Samtbrueghel (französisch: Brueghel de Velours), Blumenbrueghel oder Paradies-Brueghel, war ein bedeutender flämischer Maler zwischen Spätmanierismus und Barock aus der Maler-Dynastie Brueghel.

## Leben
Jan Brueghel d. Ä. wurde in der ersten Hälfte des Jahres 1568 geboren und war der zweite Sohn von Pieter Brueghel dem Älteren (genannt Bauernbrueghel) und dessen Frau Mayken Coecke, einer Tochter des Malers Pieter Coecke van Aelst. Jans älterer Bruder, Pieter Brueghel der Jüngere, war auch Maler. Da Jan noch ein Baby war, als sein Vater starb, hatte dieser keinen direkten Einfluss auf seine künstlerische Entwicklung. Seinen ersten Malunterricht erhielt Jan von seiner Großmutter, der Miniaturmalerin Marie de Bessemers, bekannt als Mayken Verhulst, die ihm eine Aquarelltechnik beibrachte; dieser frühen Prägung verdankte er die außerordentliche Feinheit und Präzision seiner späteren, oft kleinformatigen Bilder. Seine weitere Ausbildung soll er von Pieter Goetkint und Gillis van Coninxloo erhalten haben.

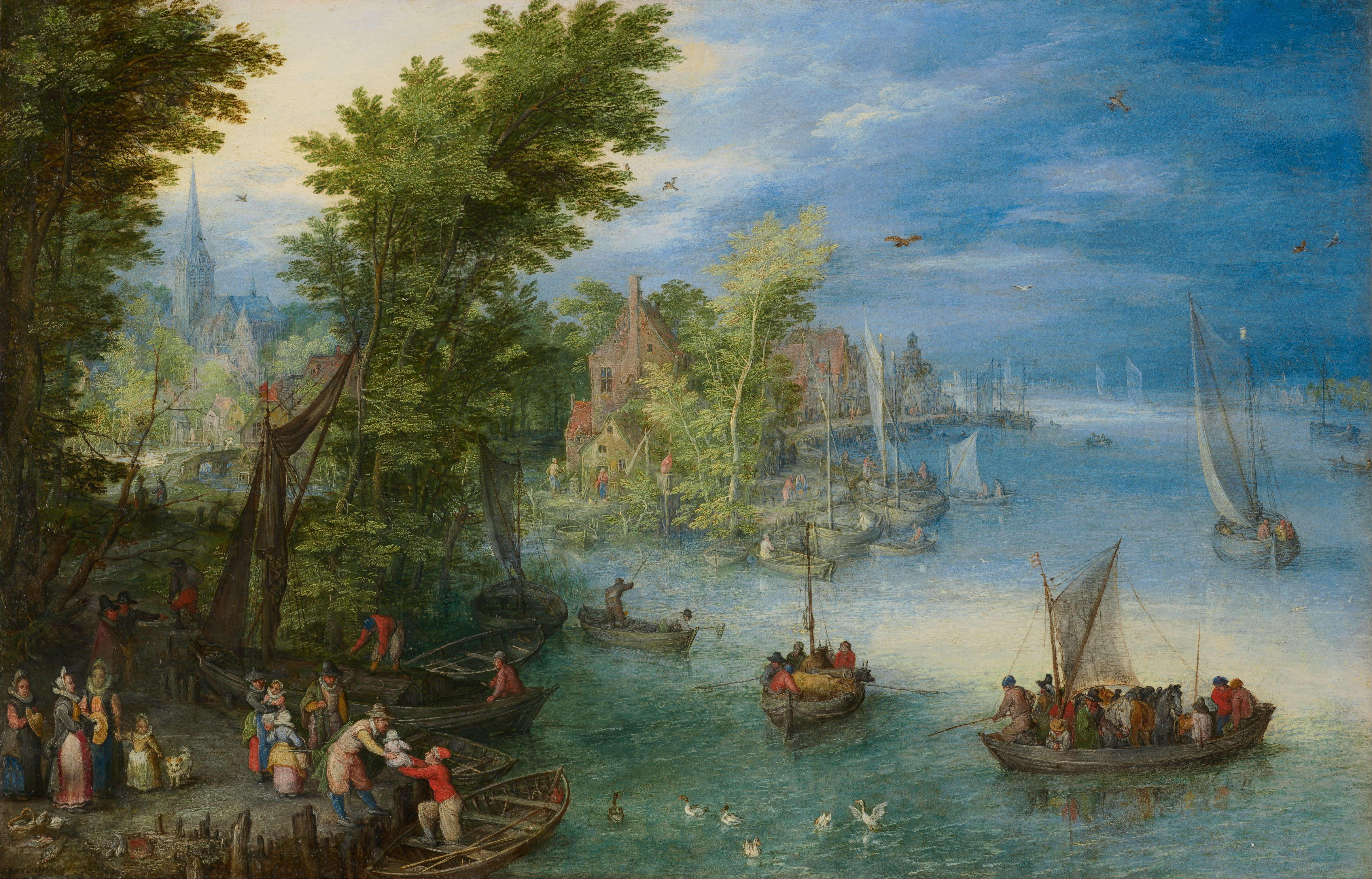
Flusslandschaft, 1607, Öl auf Kupfer, 20,7 × 32,1 cm, National Gallery of Art, Washington (Es wird empfohlen, das Bild zur Betrachtung durch anklicken zu vergrößern!)

Schon früh reiste Jan Brueghel d. Ä. über Köln nach Italien, wo er 1590 in Neapel nachgewiesen ist; 1595–1596 wirkte er in Rom und Mailand in den Diensten des Kardinals Federigo Borromeo, mit dem er sein Leben lang in freundschaftlichem Kontakt blieb. Zu Brueghels ersten erhaltenen Bildern gehören ein Christus am See Genezareth und eine Landschaft mit Eremiten aus dem Jahr 1595.
In Rom freundete er sich mit dem Landschaftsmaler Paul Bril an. Wie dieser arbeitete er fruchtbar und arbeitsteilig mit Johannes Rottenhammer zusammen, der die figürlichen Elemente, religiöse oder mythologische Szenen, in die gemeinsamen Darstellungen hineinkomponierte.
Nachdem Jan Brueghel d. Ä. im September 1596 nach Flandern zurückgekehrt war, wurde er 1597 als Sohn eines Meisters in die Antwerpener Malergilde, die Sint-Lucasgilde aufgenommen. Am 27. Januar 1599 heiratete er seine erste Frau Isabella de Jode, eine Tochter des Kupferstechers Gerard de Jode; Aus dieser Ehe gingen zwei Kinder hervor: Sein erster Sohn Jan Brueghel der Jüngere (* 13. September 1601), der später die väterliche Werkstatt übernahm, und die Tochter Paschasia, welche die Mutter des Malers Jan van Kessel wurde. Nach dem frühen Tode seiner Frau Isabella im Jahr 1603 heiratete er zwei Jahre später Catharina van Marienburg, mit der er acht weitere Kinder hatte, darunter den ebenfalls als Maler bekannten Ambrosius (1617–1675).

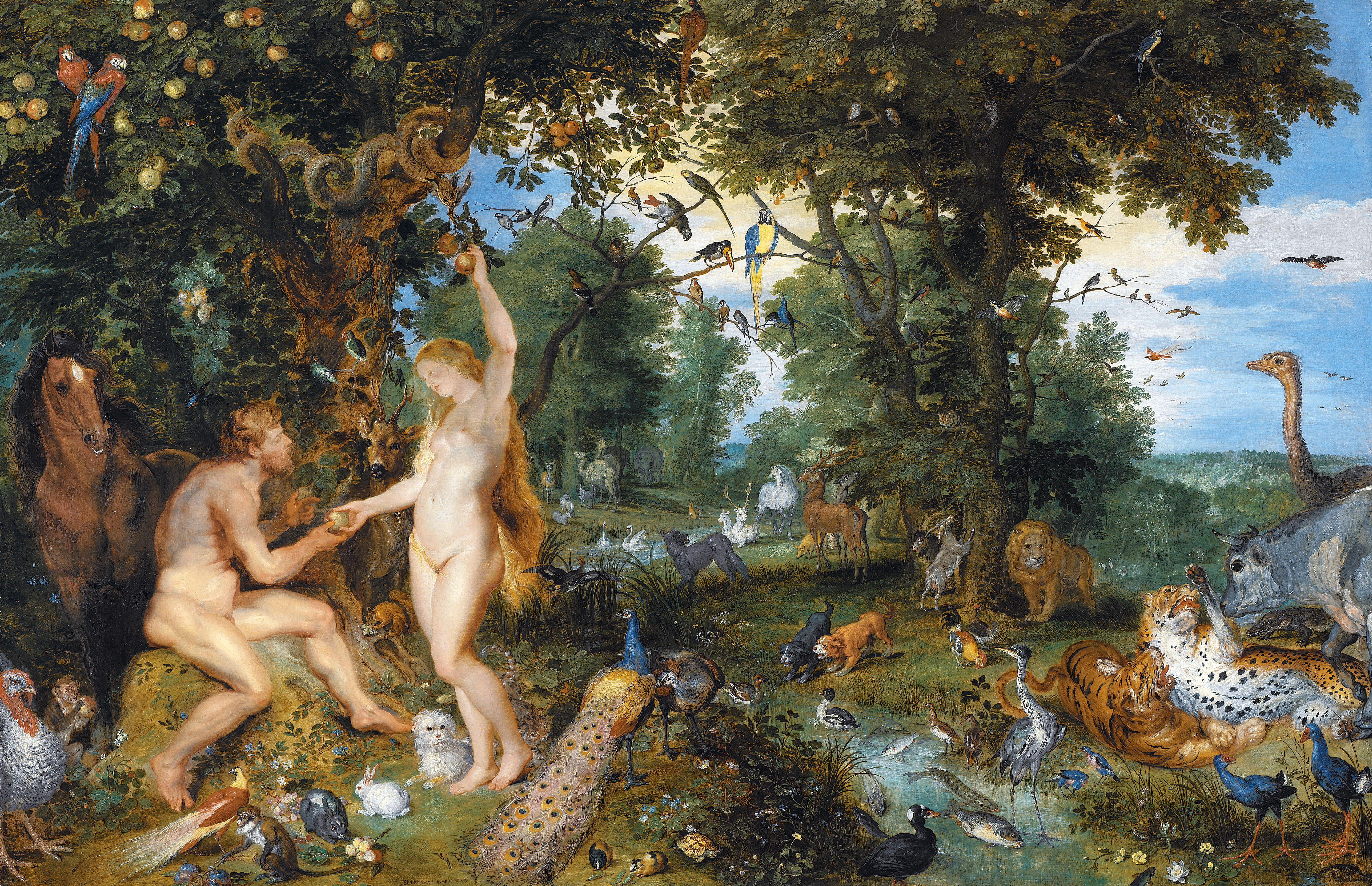
Jan Brueghel d.Ä und Peter Paul Rubens: Das irdische Paradies mit dem Sündenfall von Adam und Eva, ca. 1615, Öl auf Holz, 74,3 × 114,7 cm, Mauritshuis, Den Haag. In diesem Meisterwerk sind nur die Figuren von Adam und Eva von Rubens, alles andere von Brueghel; das Bild ist von beiden Malern signiert.

Jan Brueghel d. Ä. wurde 1601/1602 zum Dekan der Sint-Lucasgilde ernannt und unternahm 1604 eine Reise nach Prag, an den Hof des kunstliebenden Kaisers Rudolph II. Später arbeitete Brueghel vielfach für den Brüsseler Hof des erzherzoglichen Statthalterpaares Albrecht und Isabella, wo er 1606 erstmals dokumentiert ist, als er einige besonders schöne, seltene und nie gesehene Blumen in den erzherzoglichen Gärten und Gewächshäusern „porträtierte“; ein Ergebnis davon war ein Prunk-Blumenstillleben für Kardinal Borromeo, das sich heute in der Pinacoteca Ambrosiana in Mailand befindet. Auch die Menagerien von Brüssel mit ihren exotischen Vögeln und anderen Tieren wurden für Brueghel wichtige Studienorte für seine diversen Darstellungen des Paradieses, der Arche Noah, der Jahreszeiten und Elemente, sowie der Fünf Sinne.
Nachdem er schon längere Zeit regelmäßig für das Statthalterpaar gearbeitet hatte und oft nach Brüssel reiste, wurde er 1610 offiziell zum Brüsseler Hofmaler ernannt; dies war mit einer Steuerfreiheit verbunden.
Jan Brueghel hatte einen angenehmen und großzügigen Charakter, der ihn zu einem beliebten Mann machte und ihm viele Vorteile einbrachte. So wurde er beispielsweise 1608 während einer schweren Krankheit aufopferungsvoll von Frans Snyders, einem Schüler seines Bruders Pieter d. J., gepflegt; Jan revanchierte sich dafür mit einem Empfehlungsschreiben für Snyders an verschiedene Mäzene in Italien.
Brueghel war auch Mitglied in der Gesellschaft der Romanisten, deren Dekan er 1609 war, just in dem Jahr, als der soeben von Italien zurückgekehrte Peter Paul Rubens in die Gesellschaft aufgenommen wurde. Brueghel und Rubens waren eng befreundet und arbeiteten mehrfach zusammen; Rubens fungierte sogar zeitweise als Sekretär Brueghels, kümmerte sich um dessen Korrespondenz mit Kardinal Borromeo, und malte auch ein Porträt Brueghels und dessen Familie.

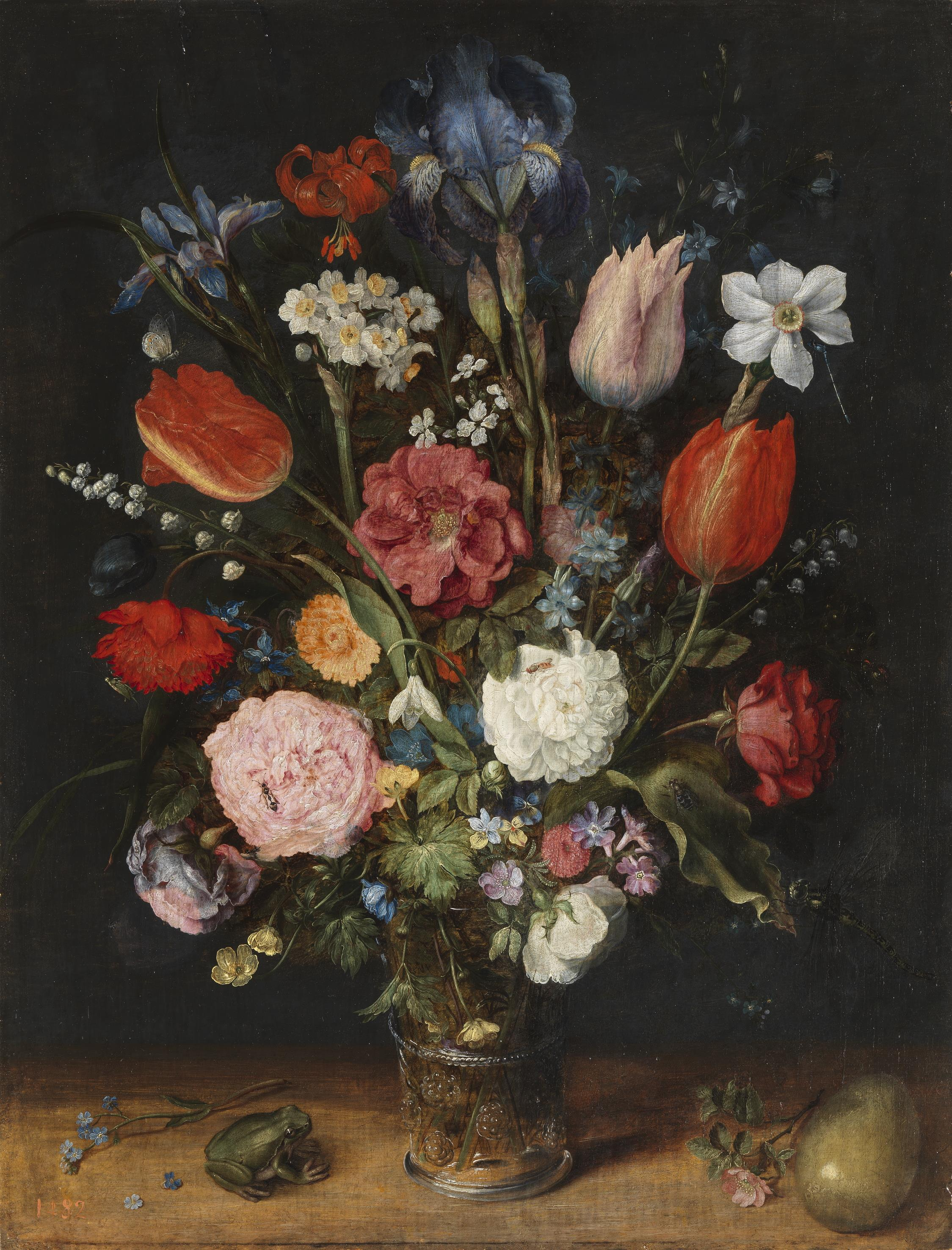
Blumenvase mit Insekten, einem Frosch und einem Bezoar (oder Ei ?), ca. 1600–1625, Öl auf Holz, 49 × 39 cm, Prado, Madrid

Jan Brueghels Kunst wurde hochgeschätzt und brachte ihm ein Vermögen ein. Sein Stil wurde oft kopiert, unter anderem von seinem Sohn Jan Brueghel d. J., was teilweise zu Zuschreibungsproblemen geführt hat. Zu seinen Kunden zählten Prinz Friedrich Heinrich von Oranien, österreichische und deutsche Fürsten, wie besonders der Kurfürst von der Pfalz, und König Sigismund III. von Polen.
Durch einige signierte Zeichnungen sind Reisen Jan Brueghels nach Deutschland bezeugt, insbesondere nach Nürnberg (1616) und Heidelberg.
Brueghel lebte mit seiner Familie ab 1604 in Antwerpens bester Gegend in einem großen Haus namens „Meerjungfrau“ (Meerminne), das er mit Gemälden von Tizian, Snyders und Seghers dekorierte. Nachdem er 1622 durch den Bankrott zweier Antwerpener Handelshäuser 9000 Florin verloren hatte, zog er in ein anderes Haus um, das er 1619 erworben hatte und das als „Der Ziegenbock“ bekannt war.
Jan Brueghel d. Ä. starb 1625 an einer Durchfallerkrankung; im selben Monat fielen der Krankheit auch drei seiner Kinder (Pieter, Elisabeth und Maria) zum Opfer. Er wurde in der St. Joriskerk in Antwerpen beigesetzt; sein Grabmal wurde von dem Bildhauer Robert de Mole geschaffen, Rubens malte dafür ein (nicht erhaltenes) Porträt und verfasste die Grabinschrift. Rubens übernahm auch gemeinsam mit Hendrik van Balen und zwei anderen Freunden die Vormundschaft für Jan Brueghels Kinder. Brueghels Witwe Catharina überlebte ihn nur um zweieinhalb Jahre, sie starb am 15. Juli 1627.
Zu Brueghels Schülern gehörten sein gleichnamiger Sohn Jan Brueghel d. J., Daniel Seghers und Lucas De Wael. David Teniers der Jüngere heiratete Jan Brueghels Tochter Anna. Darüber hinaus übte er indirekt auch einen bedeutenden Einfluss auf andere Maler wie Ambrosius Bosschaert d. Ä., Andries Danielzs., Lucas van Valckenborch, Roelant Savery, Alexander Keirincx, Adriaen Pietersz. van de Venne und die Begründer der Landschaftsmalerei in Holland aus (Schulen von Utrecht, Haarlem und Amsterdam).

## Werk

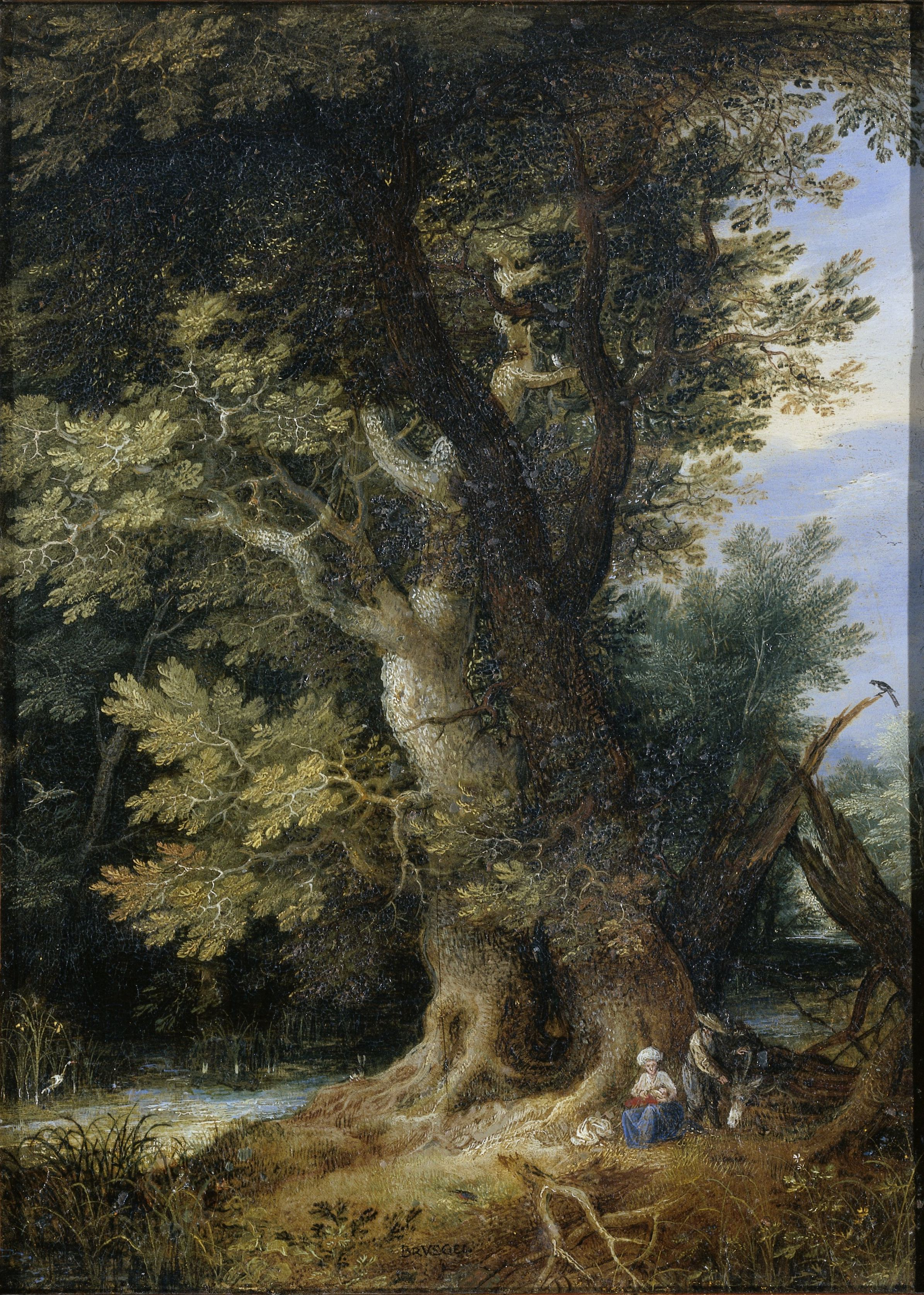
Ruhe auf der Flucht nach Ägypten, um 1600, Öl auf Kupfer, 16 × 12 cm, Rijksmuseum, Amsterdam

Jan Brueghel der Ältere war neben seinem Vater Pieter d. Ä. das bedeutendste Mitglied der Künstlerfamilie Brueghel. Seine Kunst ist zwar in den Sujets teilweise vom väterlichen Werk beeinflusst, doch fand Jan einen ganz eigenen, persönlichen Stil, der sich durch eine sehr feine, präzise Zeichnung und ungeheure malerische Virtuosität auszeichnet, mit leuchtenden und zugleich zart abgestuften Farben und – vor allem in seinen Landschaften – einem teilweise virtuosen und poetischen Umgang mit Lichteffekten. Jan Brueghel war im Grunde ein Miniaturmaler. Die meisten seiner Bilder sind von eher kleinem Format, nicht selten auf Kupfer, und ihre fast unglaubliche Raffinesse und die vielen fantasievollen Details eröffnen sich besonders bei genauerer Betrachtung. In ihrer betont edlen und kostbaren Wirkung setzen sie sich deutlich von der betont „rustikalen“ Art seines Vaters ab und waren seinerzeit gesuchte Sammlerstücke. Dieser stilistische Gegensatz zum Werk seines Vaters, des sogenannten „Bauern-Brueghels“, spiegelt sich auch in Jans Beinamen „Samt-Brueghel“, den er jedoch nicht einer Darstellung kostbarer Stoffe verdankt (wie manchmal kolportiert), als vielmehr der außerordentlich feinen Pinselführung mit weichen, teils verschleiernden malerischen Effekten – besonders in der Atmosphäre seiner Landschaften.
Zu den Werken Jan Brueghels d. Ä. zählen zahlreiche Landschaftsgemälde von bestechender Qualität, meist mit kleinen Staffagefiguren, die die weitläufige Landschaftsszenerie beleben, und die auch biblische oder historische Szenen darstellen können. Im Grunde sind viele dieser Gemälde eine Kombination von Landschafts- und Genreszenen. Im farblichen Aufbau seiner Landschaften reiht er sich in die Tradition der Landschaftsmalerei ein, das heißt die Szenen entwickeln sich von vorne nach hinten von Brauntönen über Grün zu Blau in der Ferne. Als charakteristisch für ihn kann dabei eine Vorliebe für intensive Grün- und leuchtende Blautöne gelten, was seinen Bildern grundsätzlich ein ganz anderes Gepräge verleiht als denen seines Vaters Pieter Brueghel d. Ä., der im Allgemeinen mehr Braun und Ocker verwendete und dadurch erdiger wirkt. Jan Brueghels Szenerien sind oft nicht mehr als die traditionellen Weltlandschaften, mit einer Perspektive von oben („Überschaulandschaft“), charakterisiert; von dieser entwickelte er sich zunehmend weg und „erreichte in seinen Bildern erstmals eine kontinuierliche Tiefenräumlichkeit“. Die kleinen Figuren Jan Brueghels d. Ä. sind liebevoll gemalt, detaillierter und eleganter als diejenigen seines Vaters; sie sind auch vielfältiger, weniger auf Menschen des einfachen Volkes festgelegt. Was bei Jan Brueghel im Vergleich zu seinem Vater „fehlt“, ist der moralisierende Unterton, sowie alles Groteske oder Karikierende.

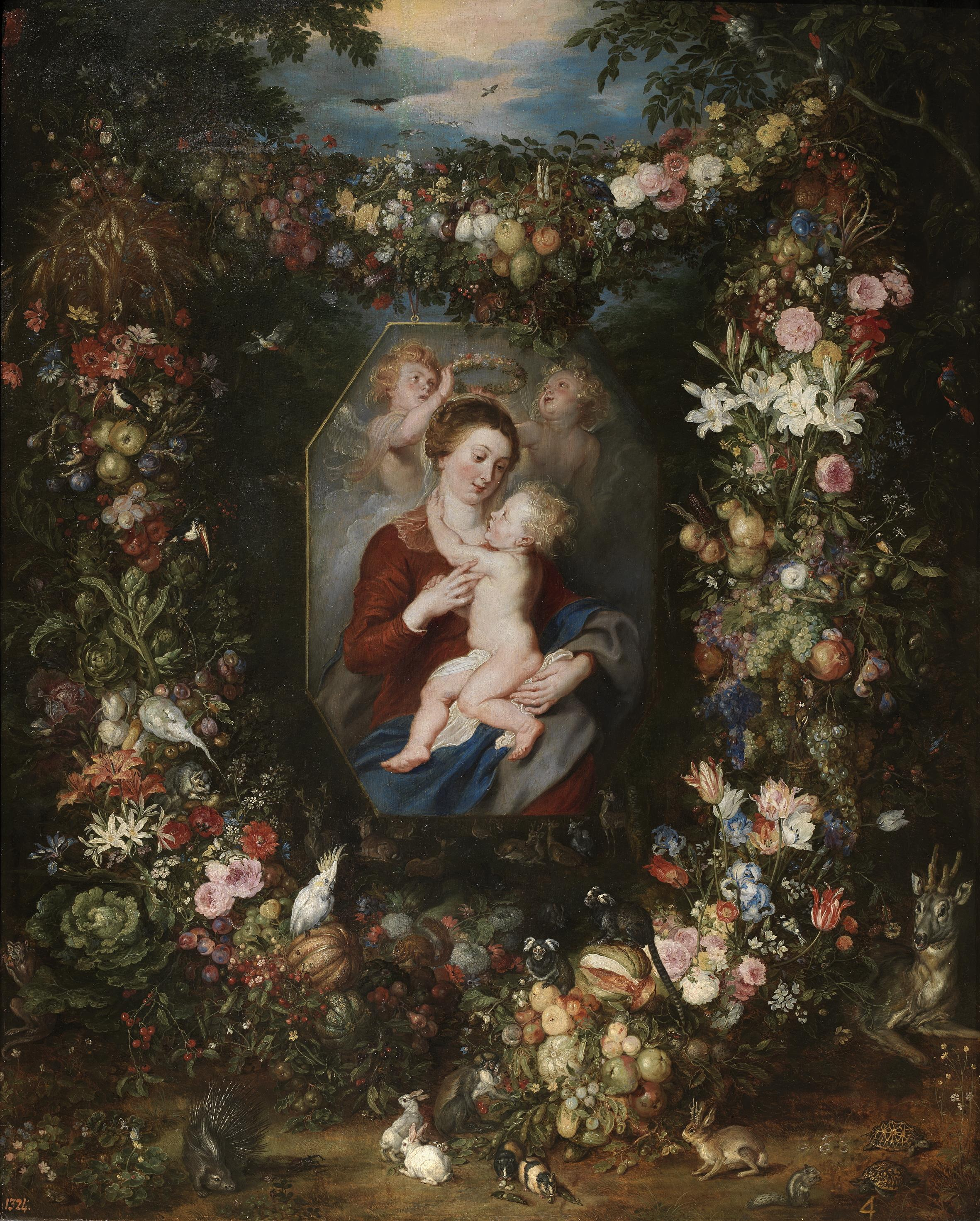
Peter Paul Rubens und Jan Brueghel d. Ä.: Madonna mit Kind in einem Kranz von Blumen und Früchten, 1617–1620, Öl auf Holz, 79 × 65 cm, Prado, Madrid. Auf diesem Girlandenbild erinnert Brueghels Girlande an einen Erntedank-Altar. Einige Blüten und Tiere stehen in symbolischer Verbindung mit Maria (Rosen und weiße Lilien) und Jesus (Granatäpfel, Kirschen, Stieglitze) sowie dem Abendmahl (Weintrauben; Weizengarbe) und somit der Erlösung. Entsprechend sind die Jahreszeiten aufgehoben: es ist ein paradiesischer Zustand. Unter den für die damalige Zeit teilweise sehr exotischen Tieren ist auch ein mythischer Rasselbock (unten rechts).

Berühmt wurde Jan Brueghel d. Ä. auch für seine minutiös ausgeführten Blumenbilder, meist in Gestalt von Blumenvasen vor einem neutral dunklen Hintergrund, aber auch von Girlanden oder Blumenkränzen; Jan Brueghel war einer der Begründer des Blumen-Stilllebens als eigenständige Gattung und seine Bedeutung auf diesem Gebiet wird durch seinen Beinamen „Blumen-Brueghel“ bezeugt. Seine Blumen malte er, wie oben bereits dargelegt, nach der Natur. Bei aller botanischen Exaktheit sind sie jedoch voller Poesie und im Vergleich zu anderen frühen Blumenmalern (z. B. Ambrosius Boschaert, Balthasar van der Ast), deren Bilder oft etwas starr und künstlich wirken, gelang es Brueghel „das atmende Leben der Natur auf dem flüchtigen Höhepunkt ihrer Existenz“ einzufangen. Laut Ertz steigerte er sich „auf dem Höhepunkt seines Schaffens zu dem qualitativ besten, im Urteil der Nachwelt bis auf den heutigen Tag nicht übertroffenen Blumenmaler“. Insgesamt geht es in seinen Bouquets, die vom kleinen Sträußchen bis zu riesigen Arrangements von 80 oder über 100 verschiedenen Blüten reichen (siehe unten Galerie), jedoch nicht um reinen Realismus: Er vereinte (wie andere Zeitgenossen) in einer einzigen Komposition Blüten, die zu verschiedenen Zeiten im Jahr blühen, wie Tulpen, Narzissen, Iris, Rosen, Nelken, Lilien etc. Das, sowie die Art der Darstellung, gibt seinen Stillleben etwas von einer idealen Paradieswelt. Typisch für seine Blumenbilder ist, abgesehen von seiner unglaublich filigranen, beinahe vibrierenden Pinselführung, dass er die genannten großen Hauptblüten in eine Fülle kleinerer Wald- und Wiesenblumen einbettet, darunter Vergissmeinnicht, Veilchen, Akelei, Stiefmütterchen, Schneeglöckchen, Maiglöckchen, Kornblume, Ringelblume, Alpenveilchen, Schachbrettblumen, Hasenglöckchen, Ranunkeln und viele andere.
Eine eigene Gattung stellen die sogenannten Girlandenbilder dar, bei denen eine meist christliche Darstellung, vor allem Madonnenbilder anderer Künstler, durch Brueghel mit einem oft üppigen Blumen- oder Früchtekranz umrahmt wurden, wobei er außerordentliche Fantasie bewies. Brueghel selbst gilt als Erfinder dieser Bildgattung und malte seine erste Madonna im Blumenkranz 1607–1608 gemeinsam mit Hendrick van Balen, allerdings auf Wunsch und Anregung von Kardinal Federico Borromeo (heute in der Biblioteca Ambrosiana, Mailand). Herausragende Beispiele sind die mit Rubens gemalten drei Girlandenbilder Madonna in einem Kranz von Blumen und Früchten im Prado, die Madonna im Blumenkranz im Louvre oder die Madonna im Blumenkranz mit Engeln in der Alten Pinakothek in München. Exzellent sind auch seine Darstellungen von Tieren und Gegenständen, wie etwa Musikinstrumenten oder Uhren, z. B. in Das Gehör aus den Fünf Sinnen im Prado, Madrid.

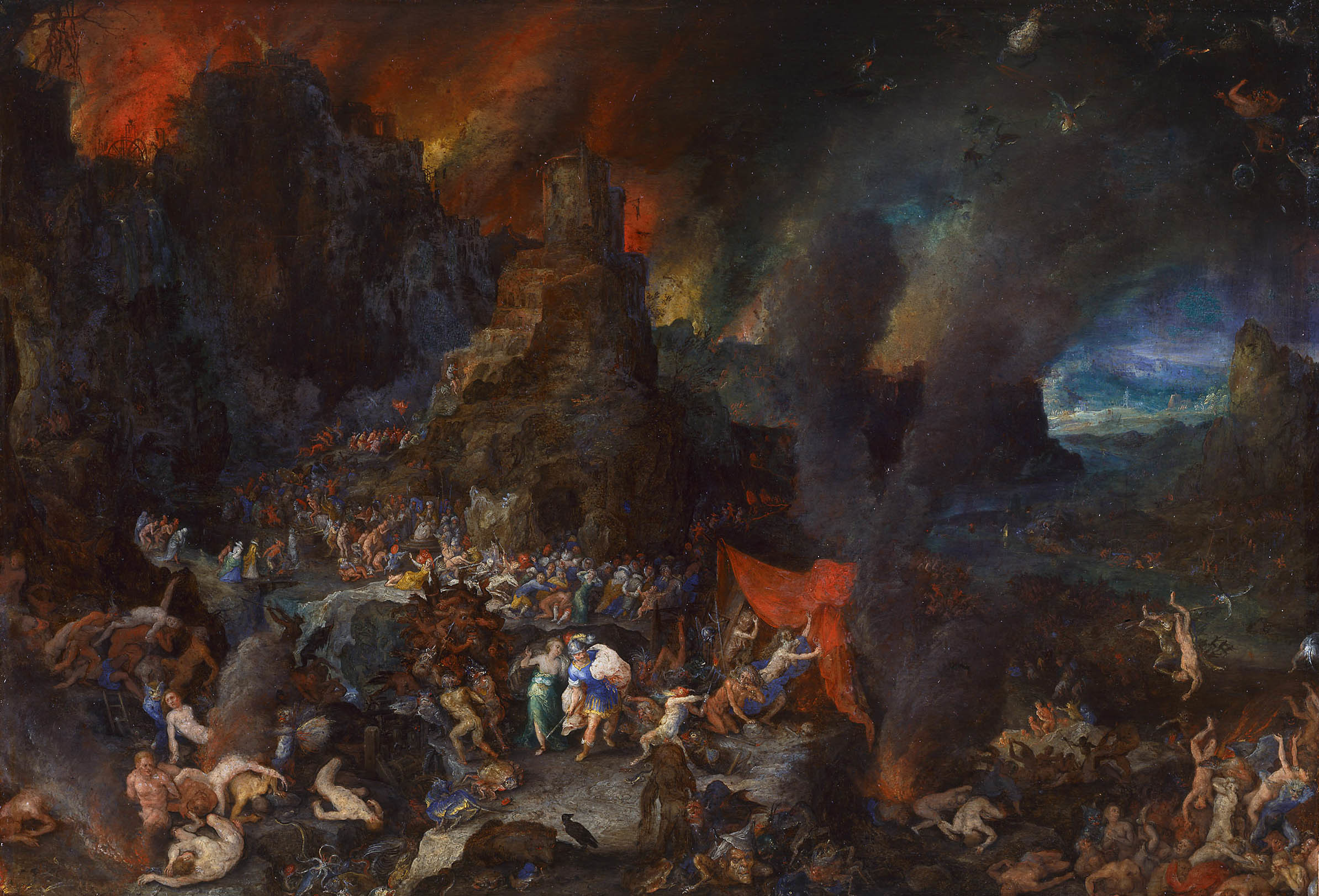
Aeneas und die Sibylle in der Unterwelt, Öl auf Kupfer, 25,5 × 35,5 cm, Kunsthistorisches Museum, Wien

Ferner malte er zahlreiche mythologische Gemälde und Allegorien, wie beispielsweise eine exquisite Serie der Vier Elemente, die er zwischen 1608 und 1621 im Auftrage des Kardinals Federigo Borromeo ausführte, und von denen sich heute je zwei Bilder in den Sammlungen der Pinacoteca Ambrosiana und des Louvre befinden; eine weitere, komplette Serie der Vier Elemente besitzt das Musée des Beaux-Arts von Lyon.
Eine Sonderstellung und einen gewissen Widerspruch zu seinem Image als „Paradies-Brueghel“ bilden einige „Höllendarstellungen“, von denen die meisten während seiner italienischen Zeit für die dortigen Sammler entstanden, und die auch seine beachtlichen Fähigkeiten als Maler von Nachtstücken mit surreal anmutenden Beleuchtungseffekten zeigen. In ihrer Art gehen sie auf traditionelle altniederländische Höllendarstellungen, unter anderem von Hieronymus Bosch, zurück, aber im mythologischen Gewand, wie zum Beispiel in Juno in der Unterwelt (Dresdner Kunstsammlungen), Orpheus in der Unterwelt (u. a. im Palazzo Pitti, Florenz, und im Palazzo Colonna, Rom) oder Aeneas und die Sibylle in der Unterwelt (diverse Fassungen, u. a. im KHM, Wien).
Jan Brueghels mythologische und allegorische Werke entstanden häufig in Zusammenarbeit mit anderen Malern wie Johannes Rottenhammer aus Süddeutschland, Hendrik van Balen, Frans Francken II, Pieter van Avont und Sebastian Vrancx. Während Jan Brueghel die oft winzigen Figürchen seiner übrigen Bilder selber malte, waren bei diesen Gemeinschaftswerken die anderen Maler für die deutlich größeren Figuren zuständig, während Jan Brueghel die Landschaftshintergründe, Blumen und/oder Tiere schuf.

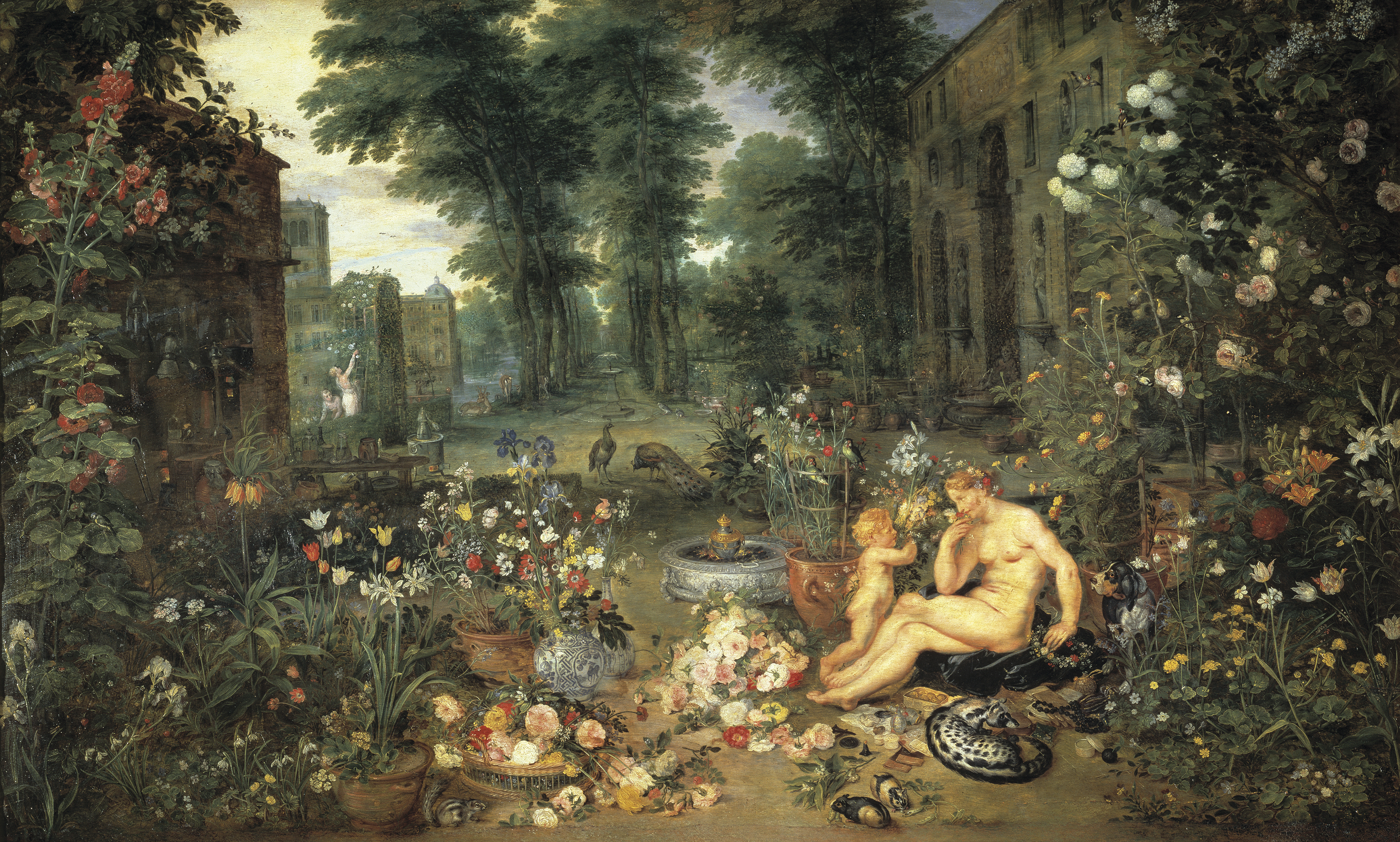
Jan Brueghel d. Ä. und Peter Paul Rubens: Der Geruch (aus der Serie der Fünf Sinne), 1617–18, Öl auf Holz, 65 × 111 cm, Prado, Madrid

Eine künstlerisch besonders bedeutende und glückliche Zusammenarbeit verband ihn mit Peter Paul Rubens, mit dem er außer den bereits erwähnten Girlandenmadonnen auch die berühmte Serie Die fünf Sinne (1617–1618) im Prado (Madrid) und das Irdische Paradies im Mauritshuis (Den Haag) sowie Das Fest des Acheloos im Metropolitan Museum (New York) schuf.

Mit Hendrik van Balen arbeitete er besonders oft zusammen und schuf unter anderem eine Serie der Vier Jahreszeiten, die heute im Besitz der Bayerischen Staatsgemäldesammlungen ist.

Des Weiteren arbeitete er auch mit Paul Bril und Josse de Momper und mit Hendrick van Steenwyck d. J. zusammen. In diesen letzteren Fällen war die Arbeitsteilung jedoch umgekehrt: hier war es Jan Brueghel, der die kleinen Figuren in de Mompers Landschaften malte, oder in Steenwijcks Kathedrale von Antwerpen (um 1609, Szépmüvészeti Múzeum, Budapest).
Er hinterließ auch künstlerisch bedeutsame Zeichnungen von großer Feinheit. Einige seiner Gemälde wurden von Wenzel Hollar und Gillis de Sadeleer in Kupfer gestochen.
Obwohl er einer Künstlerfamilie entstammt, verzichtete er in der Signatur auf die Angabe seines Vornamens.

## Bildergalerie

Landschaften
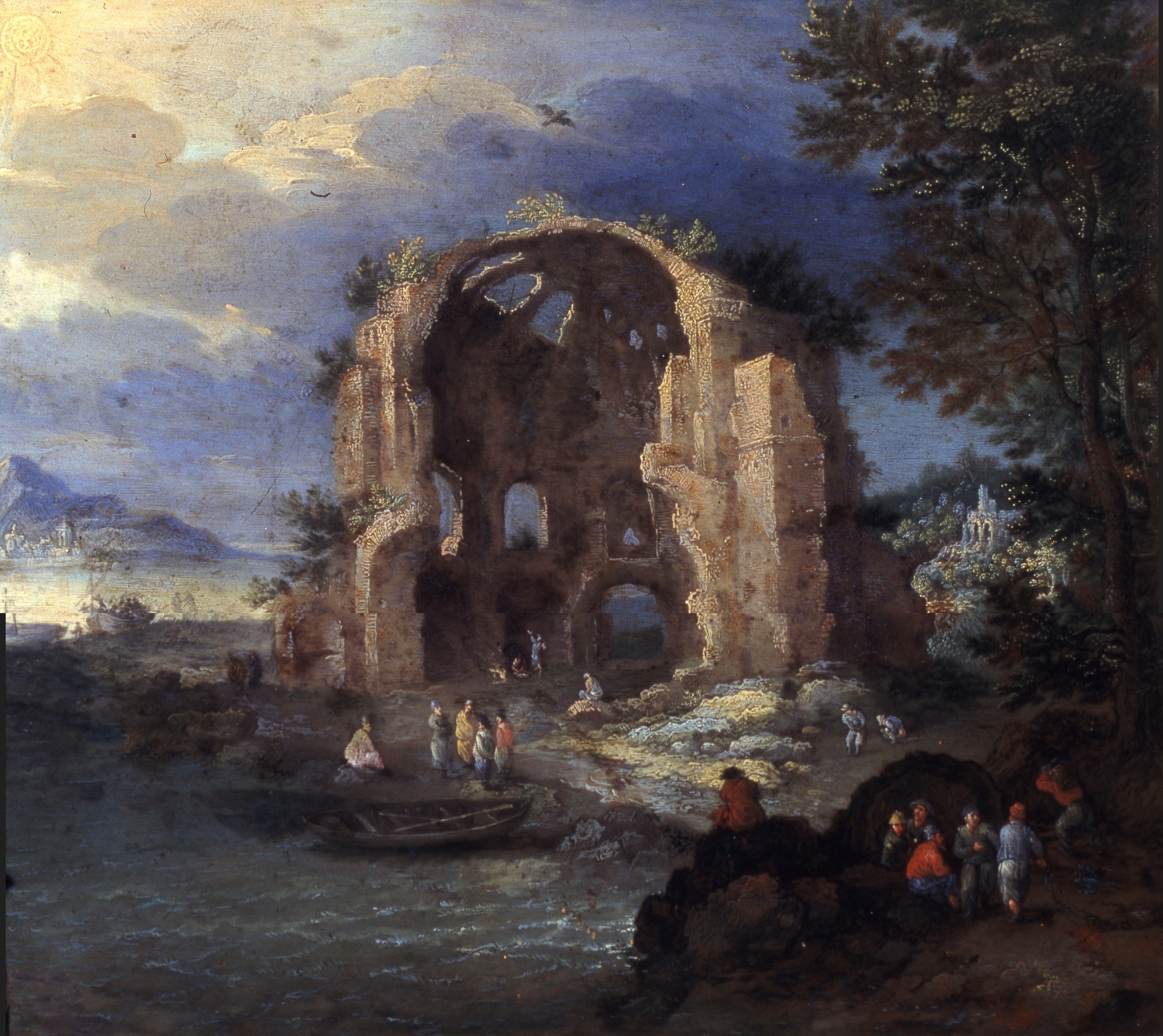
Küstenlandschaft mit den Ruinen des Tempels der Minerva Medica, um 1595, Öl auf Kupfer, 35 × 39 cm, Palast von Venaria Reale, bei Turin
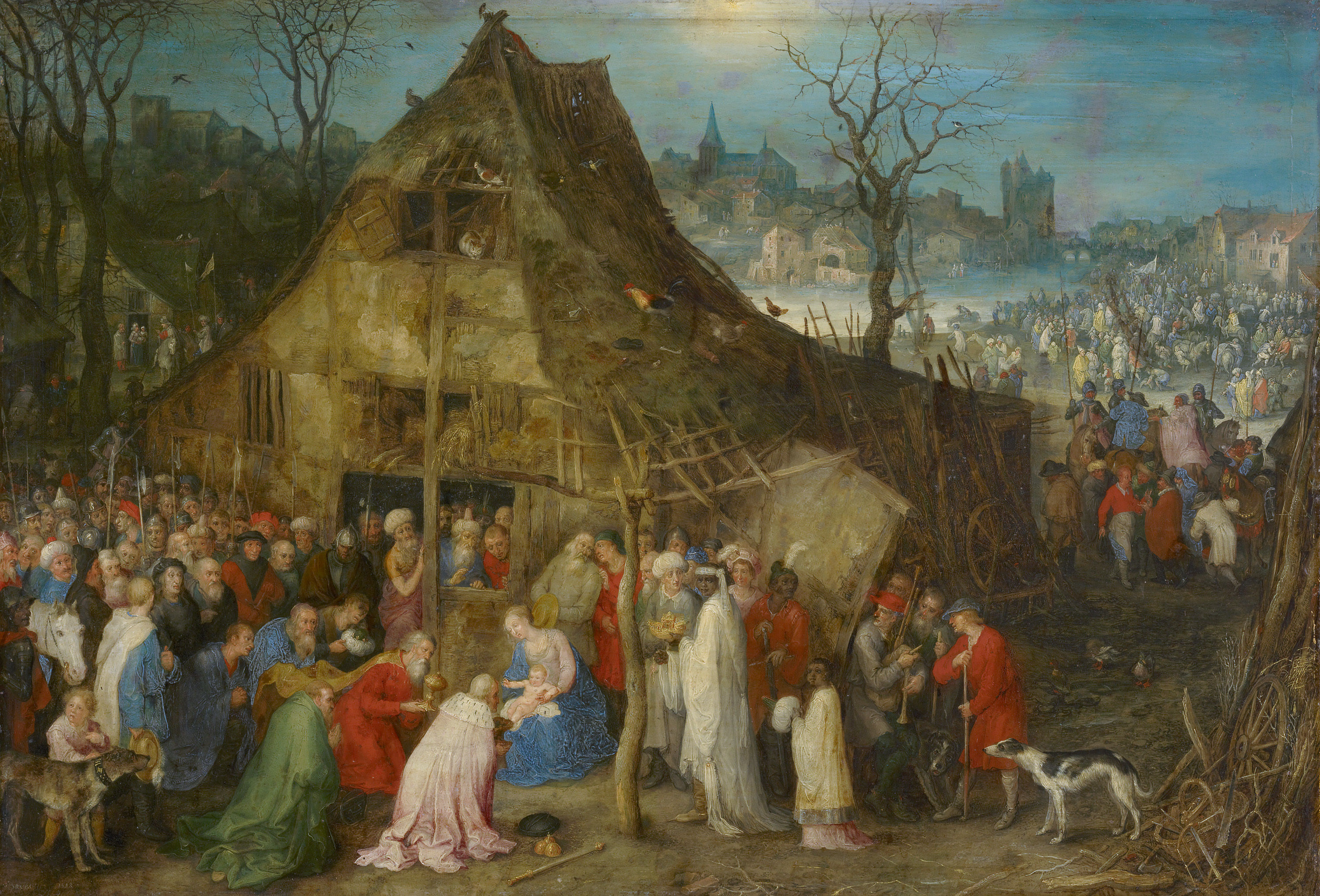
Anbetung der Könige, 1598, Farbe (?) auf Kupfer, 33 × 48 cm, Kunsthistorisches Museum, Wien
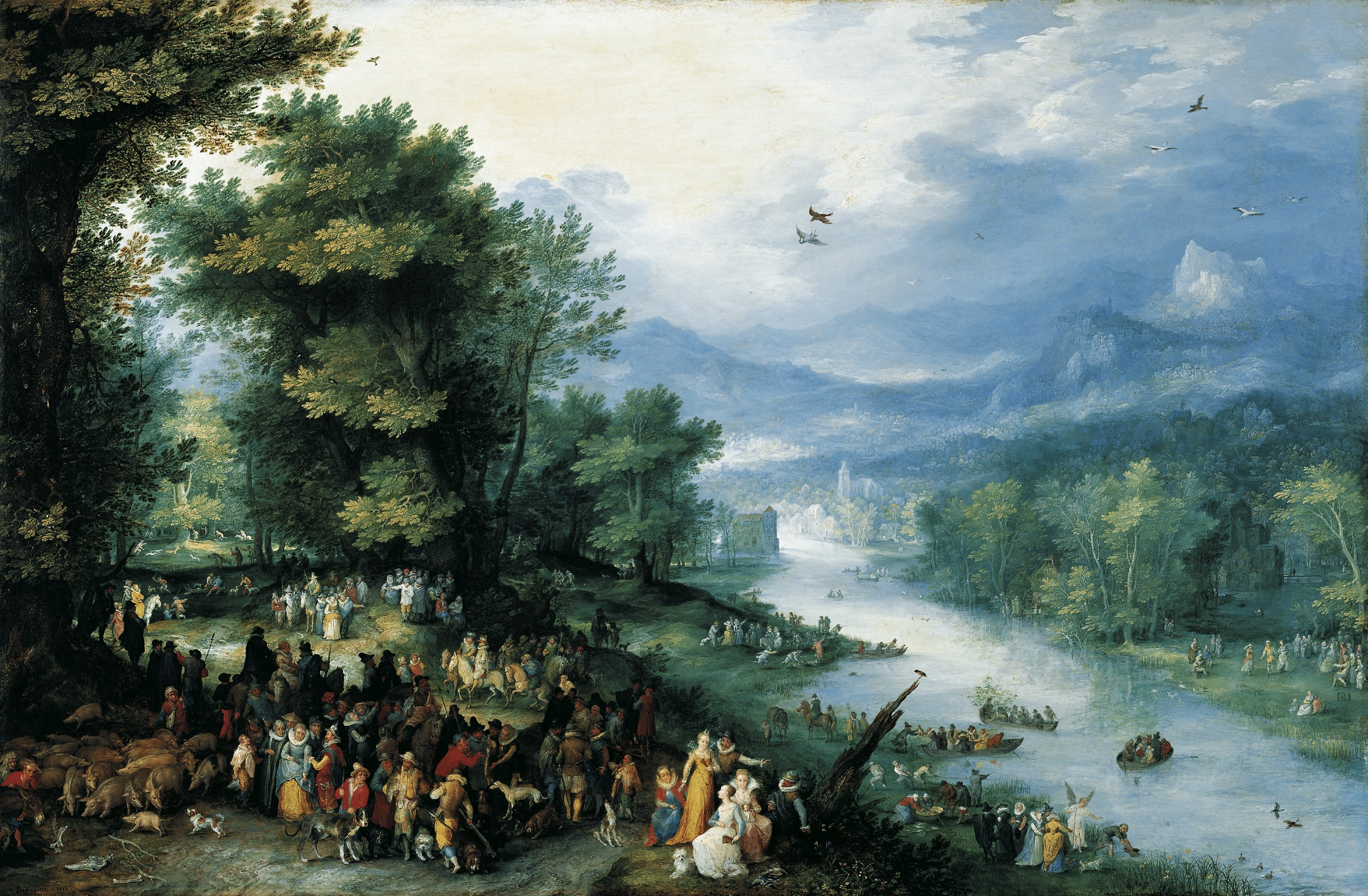
Landschaft mit Tobias, 1598, Öl auf Kupfer, 36 × 55 cm, Liechtenstein Museum, Wien. Die Szene mit dem Erzengel Raphael und Tobias, der einen Fisch aus dem Fluss zieht, ist fast versteckt rechts unten zu erkennen.
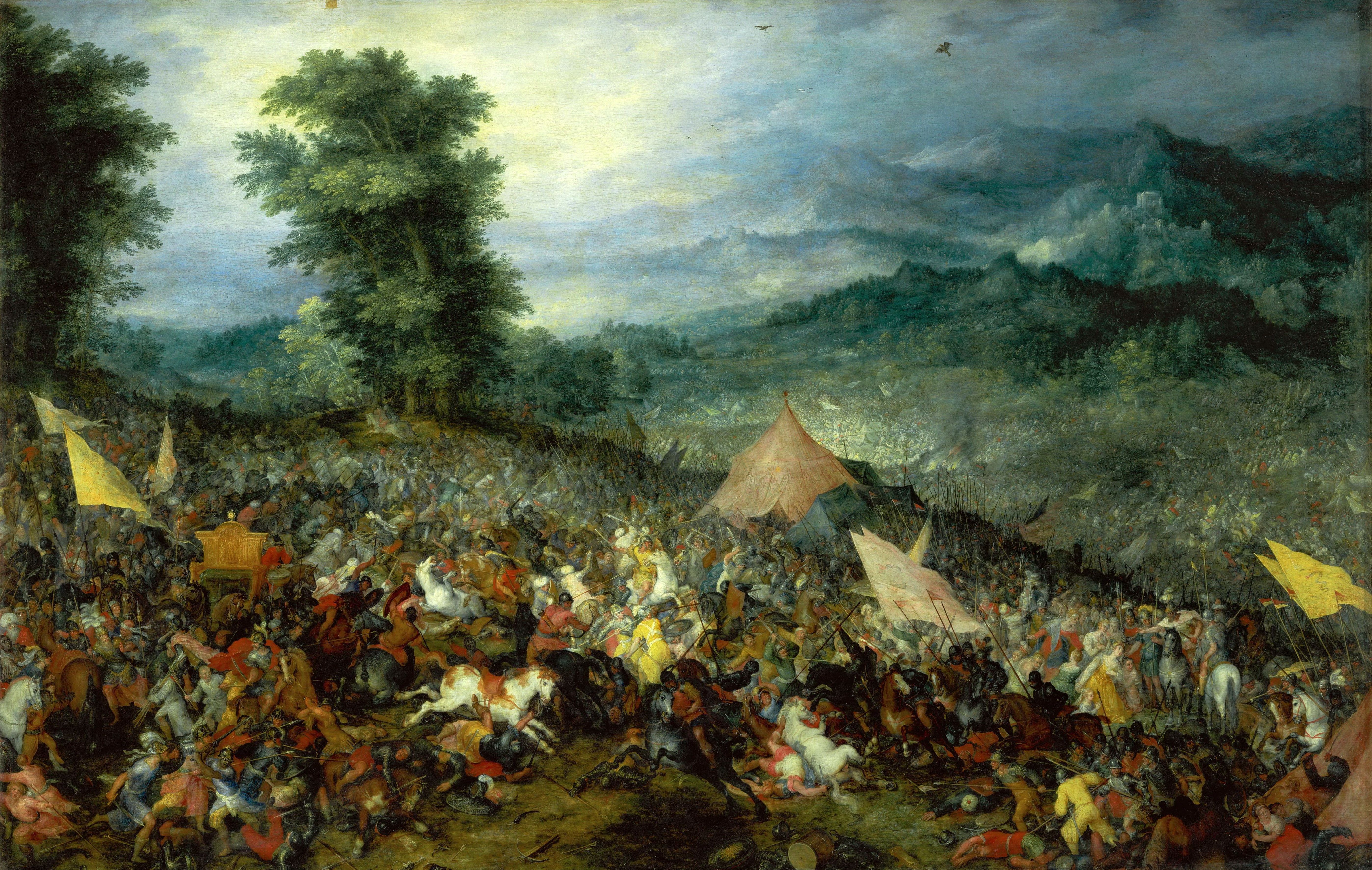
Die Schlacht bei Issos (auch: Schlacht von Gaugamela), 1602, Öl auf Leinwand, 80 × 136 cm, Louvre, Paris
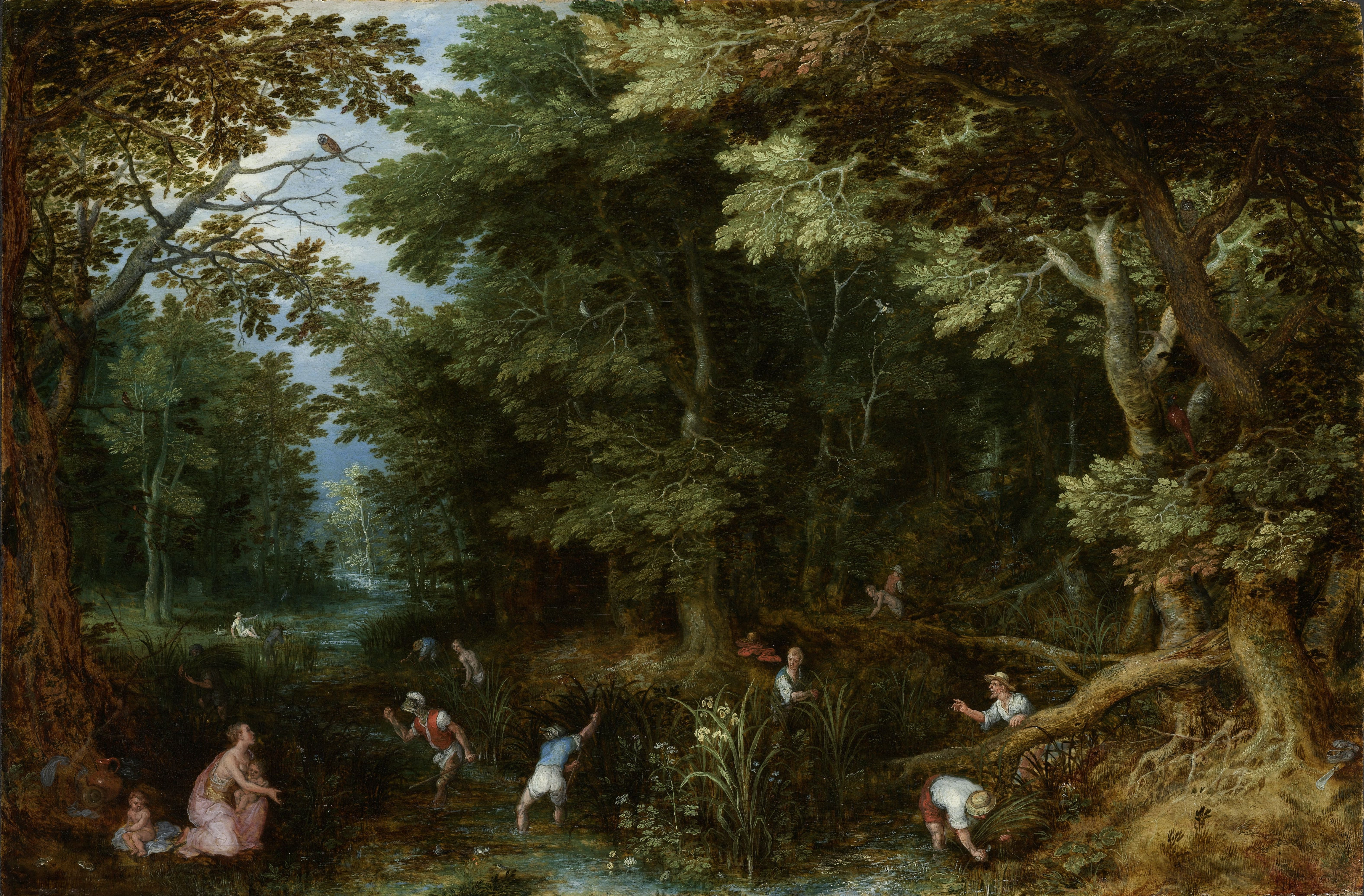
Latona und die Lykischen Bauern, um 1605, Öl auf Eichenholz, 37 × 56 cm, Rijksmuseum, Amsterdam
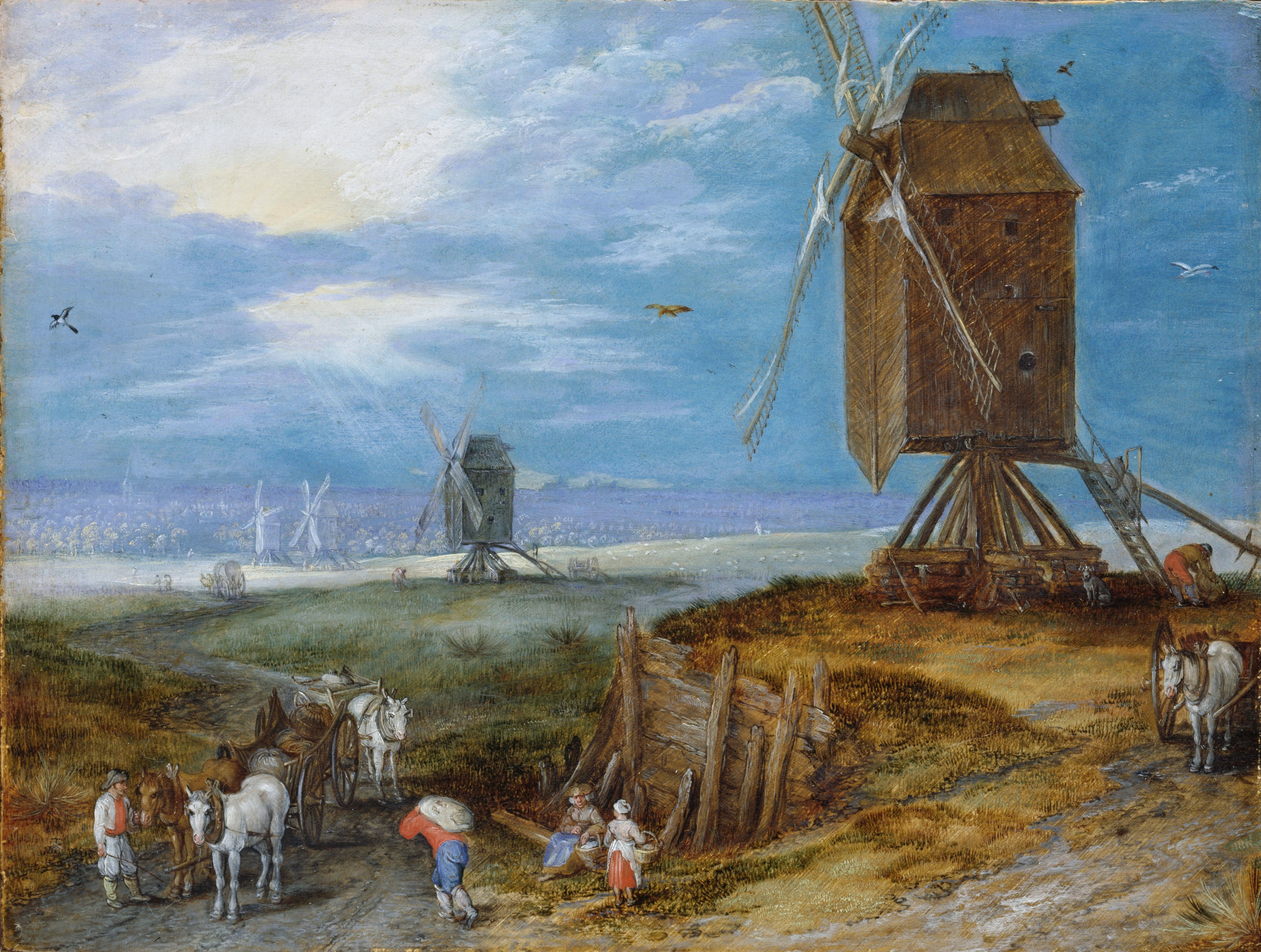
Landschaft mit Mühlen, um 1608, Öl auf Holz, 17,2 × 22,4 cm, Staatliches Museum Schwerin
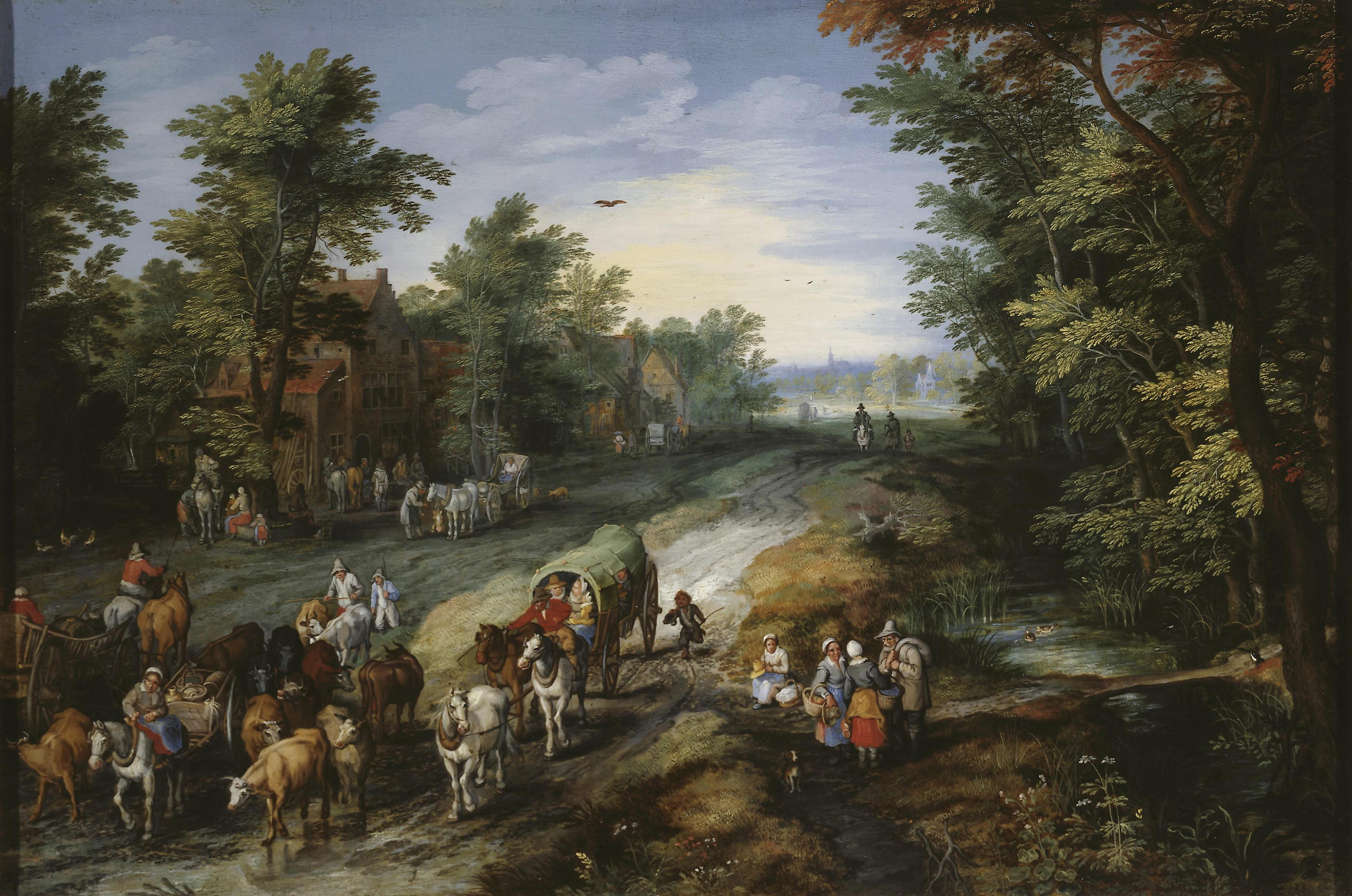
Straße vor der Stadt, um 1611, Öl auf Kupfer, 25,5 × 38,0 cm, Eremitage, St. Petersburg
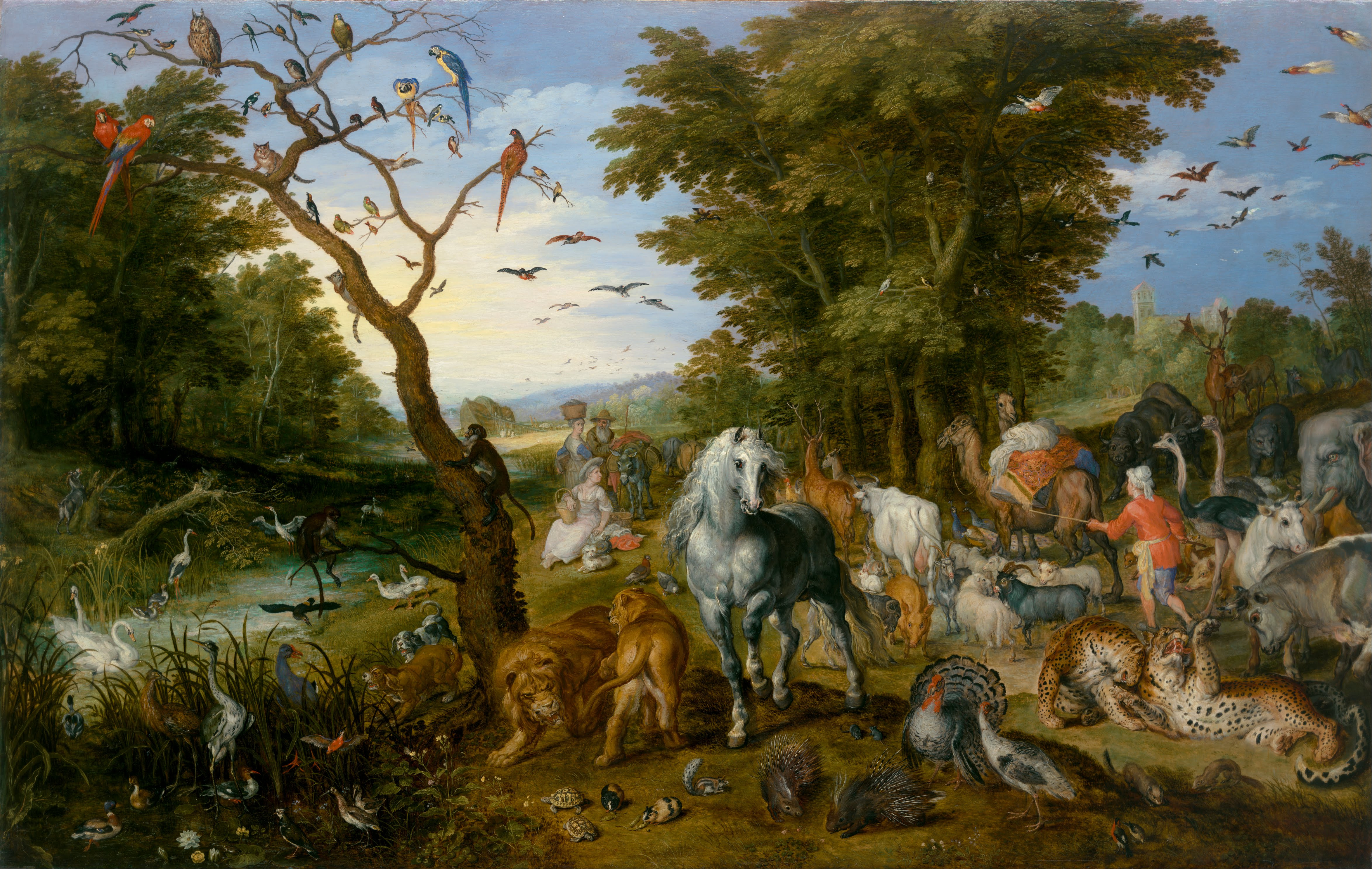
Die Tiere der Arche Noah, 1613, Öl auf Holz, 54,6 × 83,8 cm, Getty Center, Los Angeles

Blumenbilder
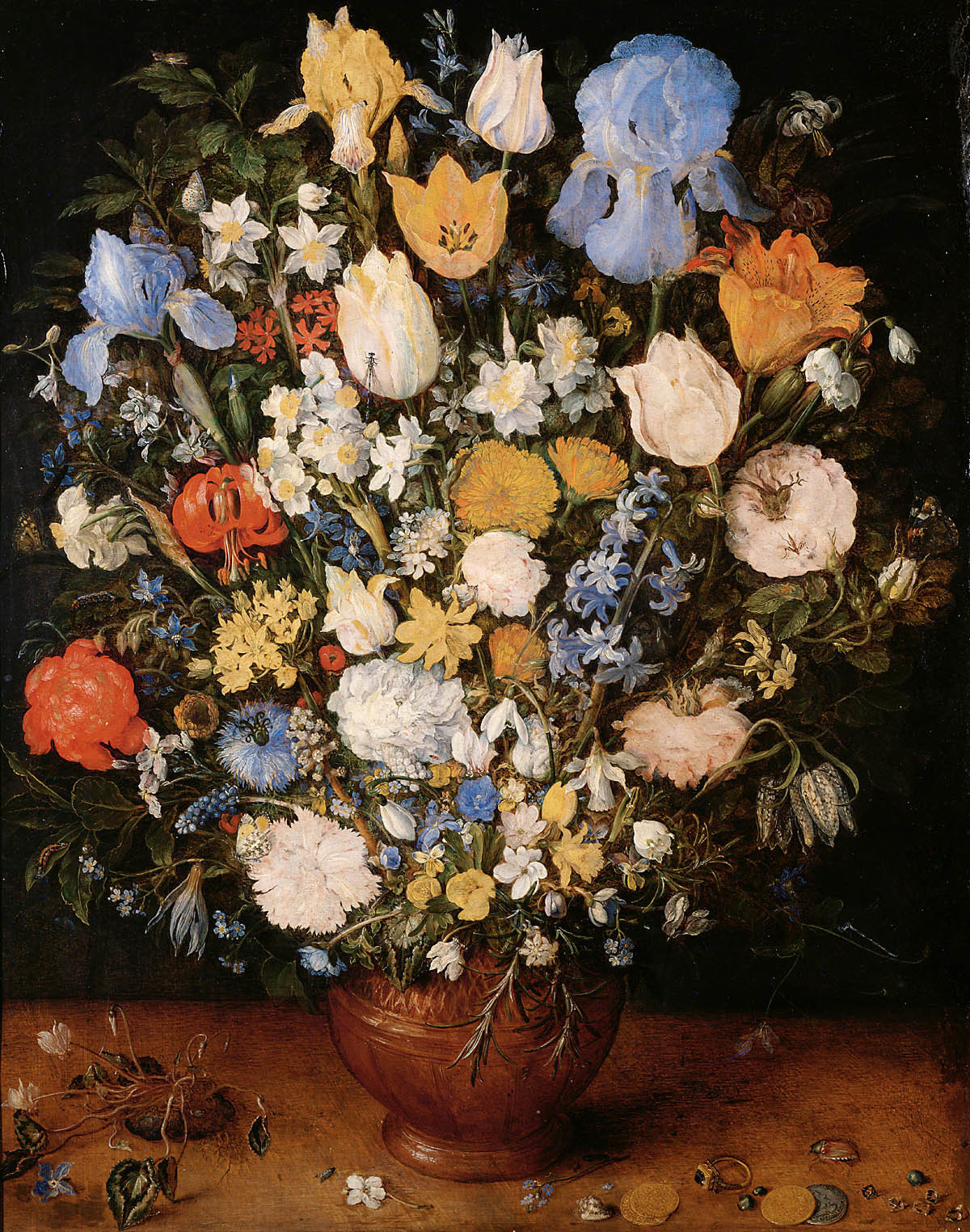
Blumenstrauß in einer Keramik-Vase, nach 1599, Öl auf Holz, 51 × 40 cm, Kunsthistorisches Museum, Wien. Eine Münze unter dem Strauß trägt das Datum 1599; ob dies als verdeckte Datierung anzusehen ist, wird kontrovers beurteilt.
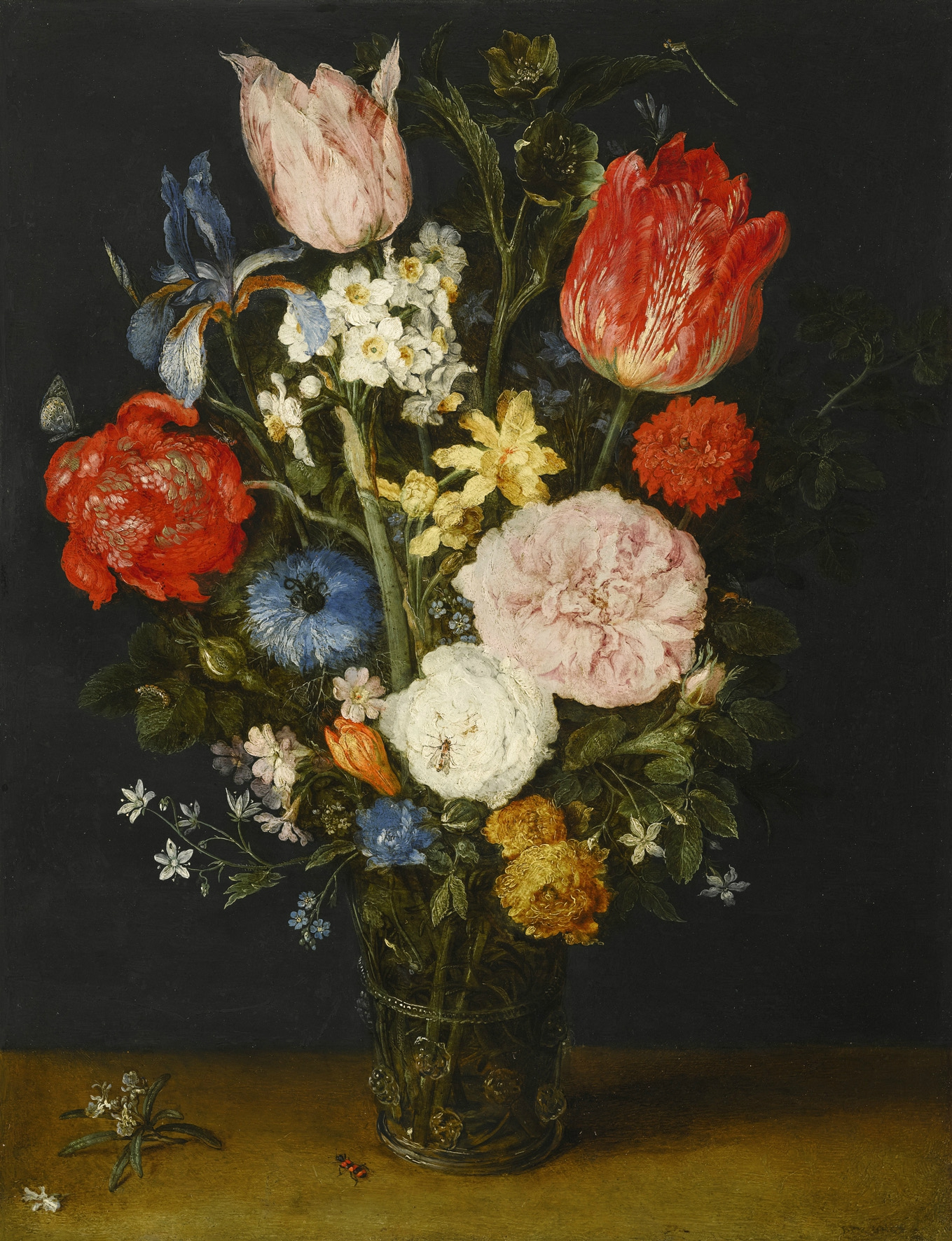
Tulpen, Chrysanthemen, Narzissen, Rosen, Iris und andere Blumen in einer Glasvase, 1608–1610, Öl auf Kupfer, 35 × 25,2 cm, Privatsammlung
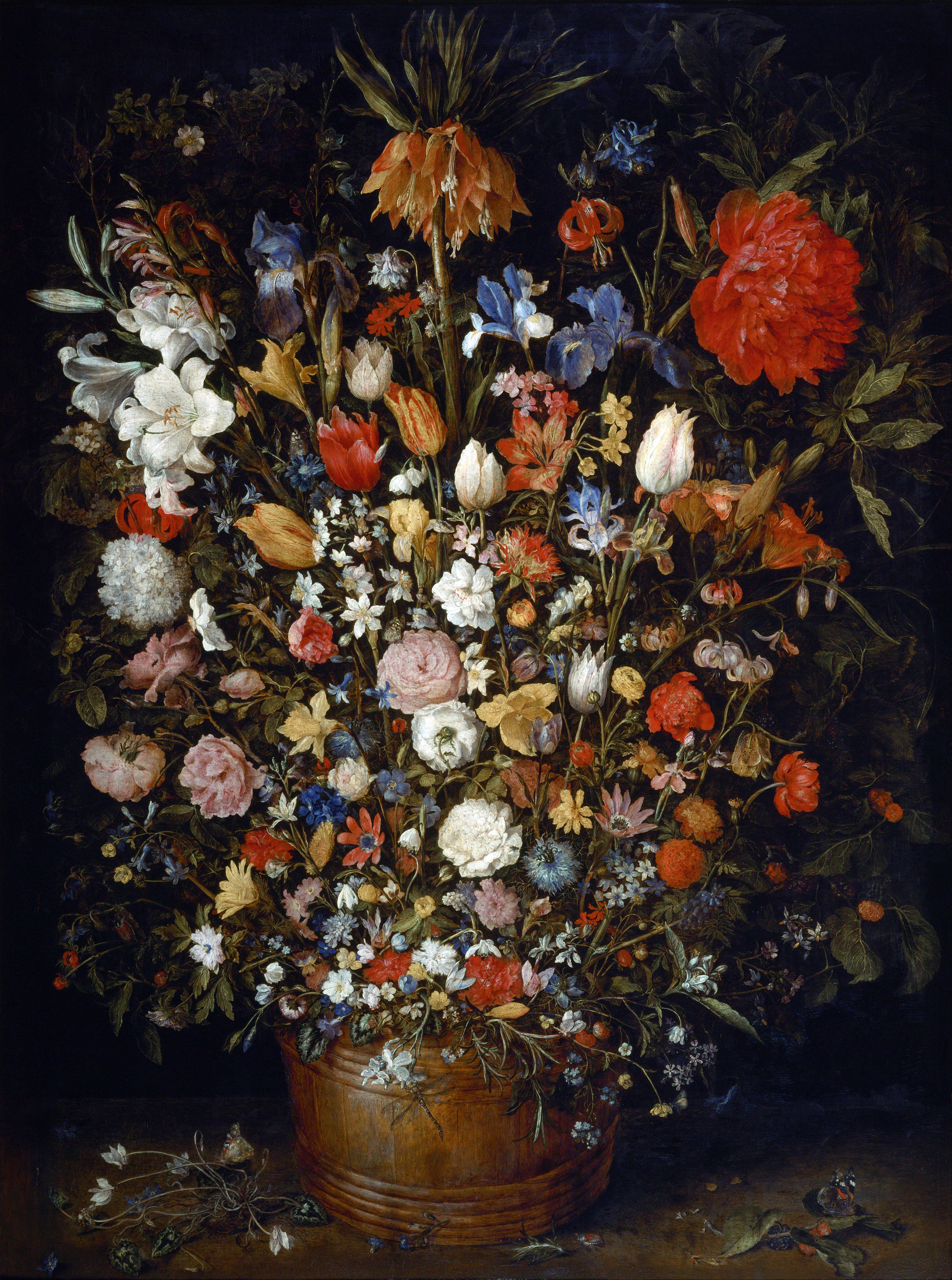
Großes Blumenbouquet in einem Holzgefäß, ca. 1606–1607, Öl auf Holz, 98 × 73 cm, Kunsthistorisches Museum, Wien. Das Bild enthält ca. 130 verschiedene Blumen und wurde mindestens 12-mal kopiert.
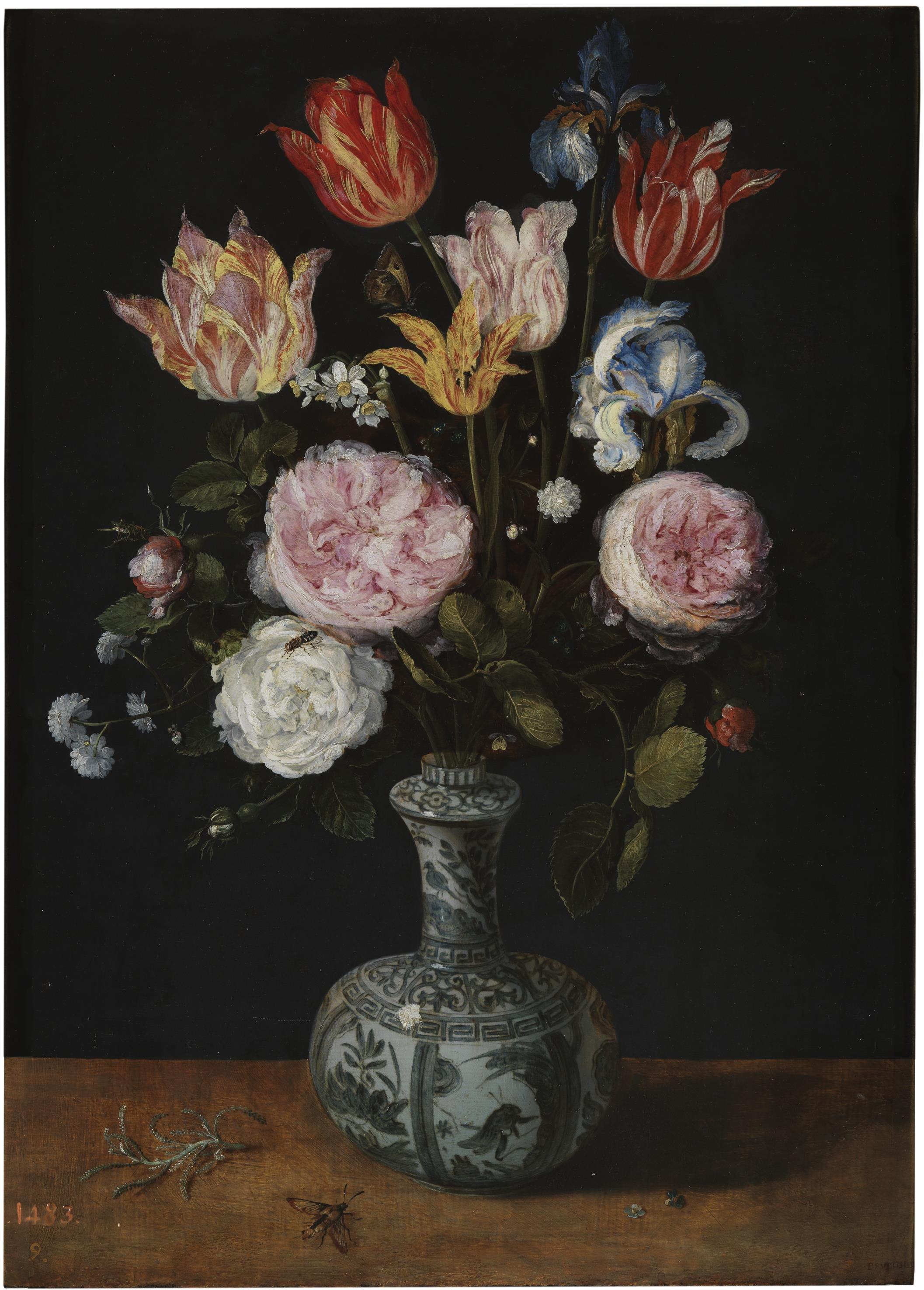
Blumen in einer Wan-Li Vase, ca. 1609–1615, Öl auf Holz, 47 × 35 cm, Prado, Madrid. Dieser Kompositionstyp mit der kleinen chinesischen Vase war sehr erfolgreich, es existieren etwa 10 Varianten oder (nicht immer eigenhändige) Kopien.
Stillleben mit Blumen und Insekten, ca. 1620, Öl auf Holz, 73 × 59 cm, Nationalmuseum, Stockholm. Ein spätes, auch räumlich sehr realistisch komponiertes großes Bouquet in einem bunt glasierten, skulptierten Keramiktopf.
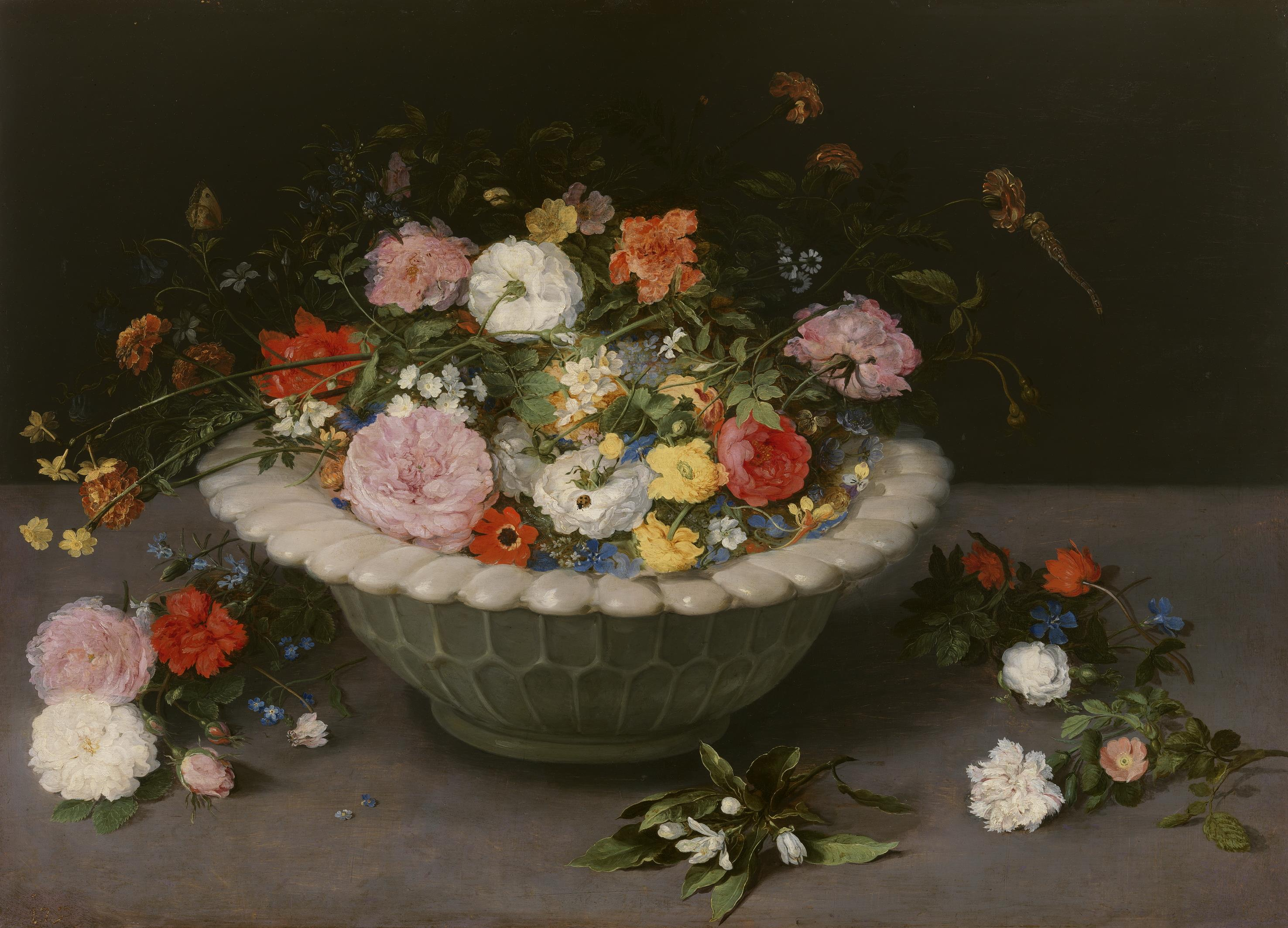
Blumen in einer weißen Porzellanschale, 1615, Öl auf Holz, 44 × 66 cm, Prado, Madrid
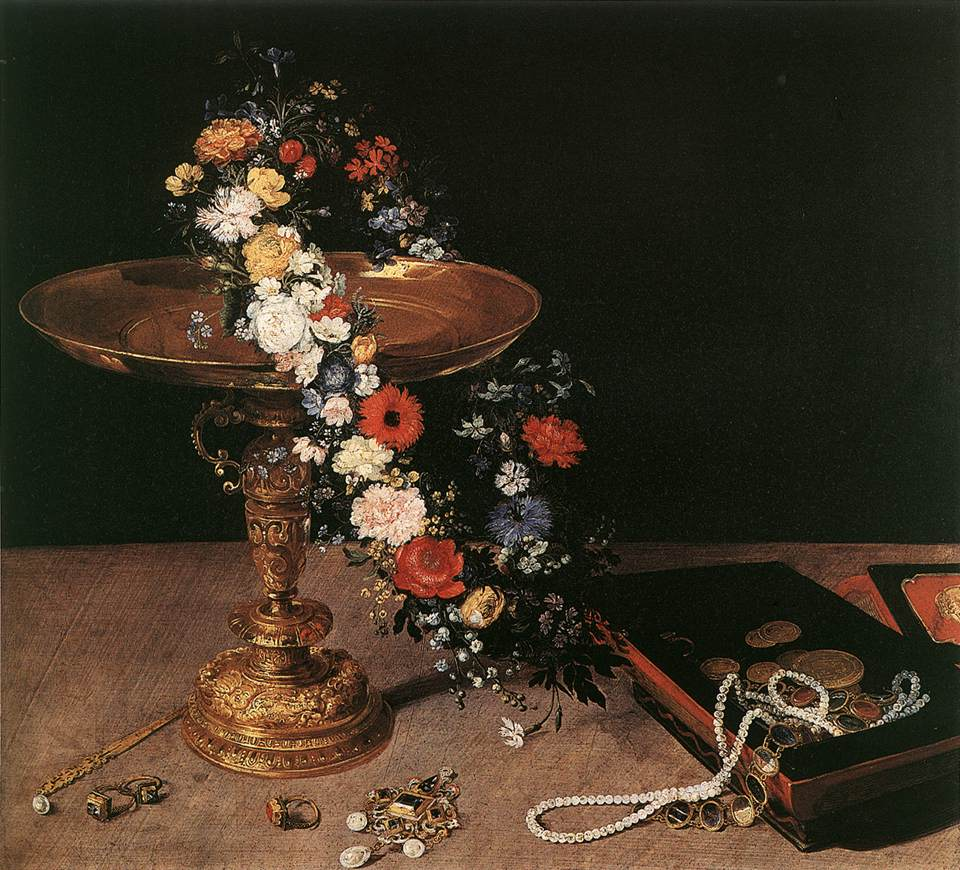
Stillleben mit goldener Schale und Blumenkranz, 1618, Öl auf Holz, 47,5 × 52,5 cm, Königliche Museen der Schönen Künste, Brüssel
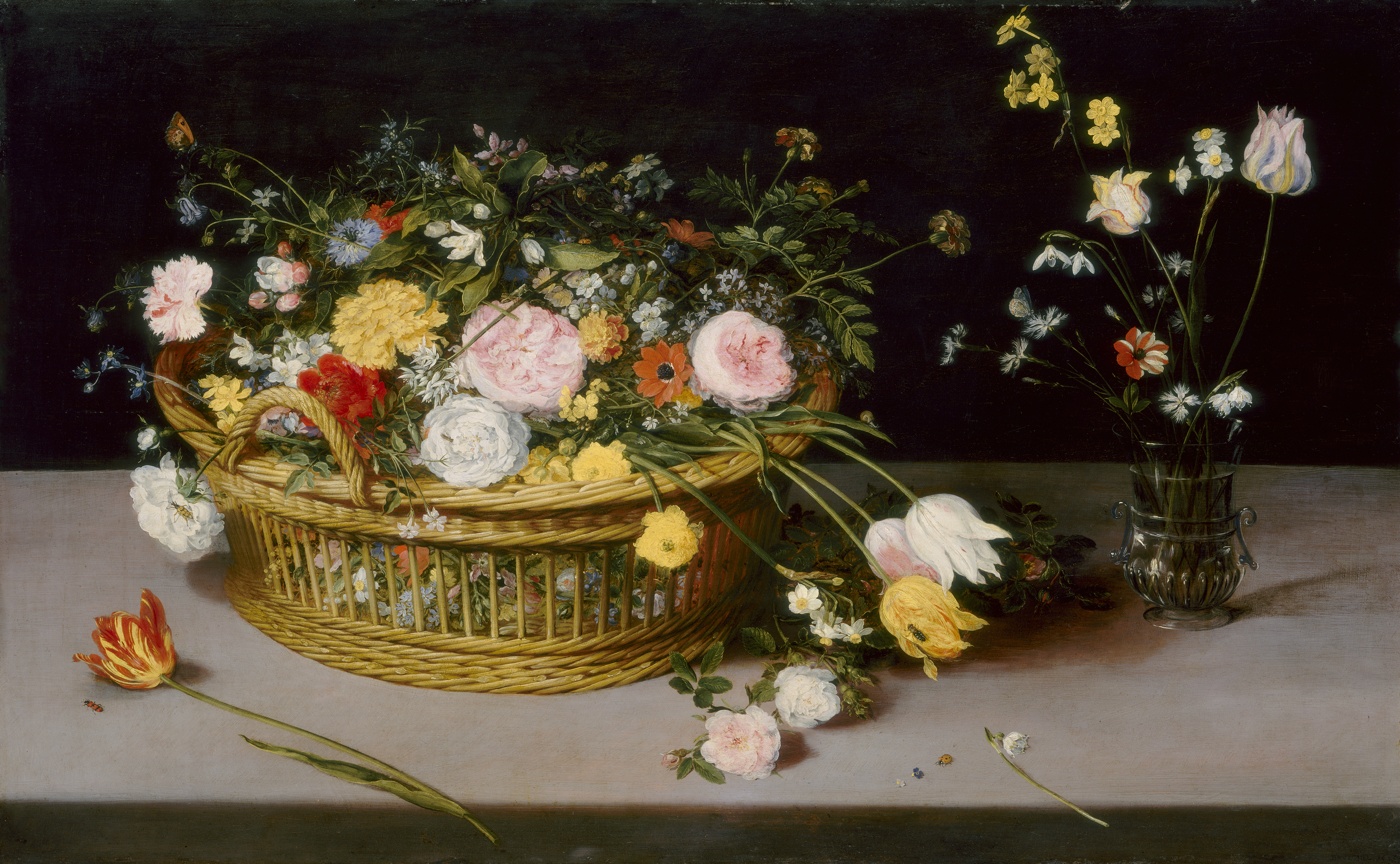
Blumen in einem Korb und Glasvase, 1615, Öl auf Holz, 55,2 × 89,1 cm, National Gallery of Art, Washington

Kooperation mit anderen Malern
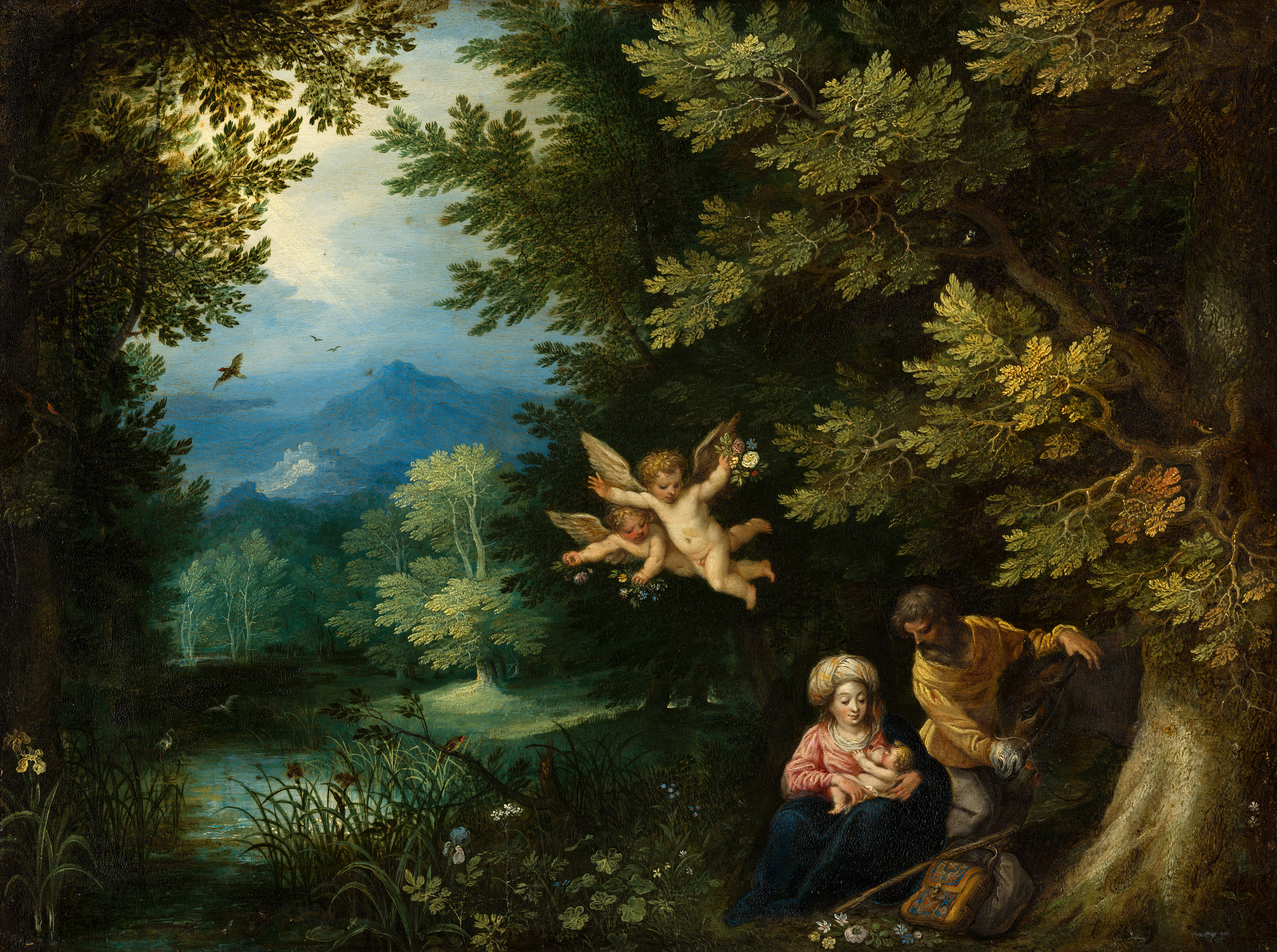
Jan Brueghel d. Ä. und Hans Rottenhammer: Ruhe auf der Flucht nach Ägypten, ca. 1595, Öl auf Kupfer, 22,0 × 29,1 cm, Mauritshuis, Den Haag
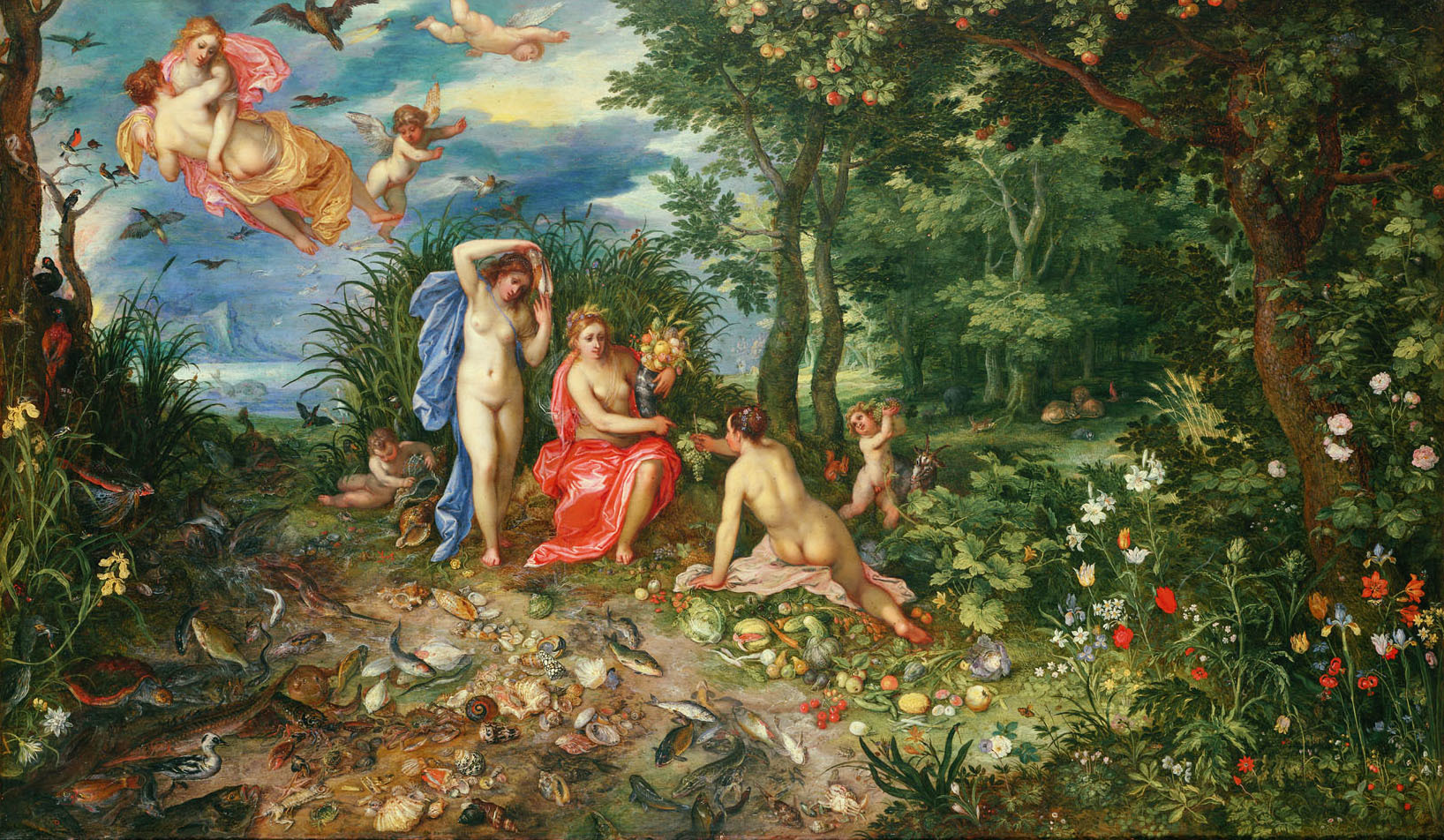
Jan Brueghel d. Ä. und Hendrik van Balen: Ceres und die vier Elemente, 1604, Öl auf Kupfer, 42 × 71 cm, Kunsthistorisches Museum, Wien
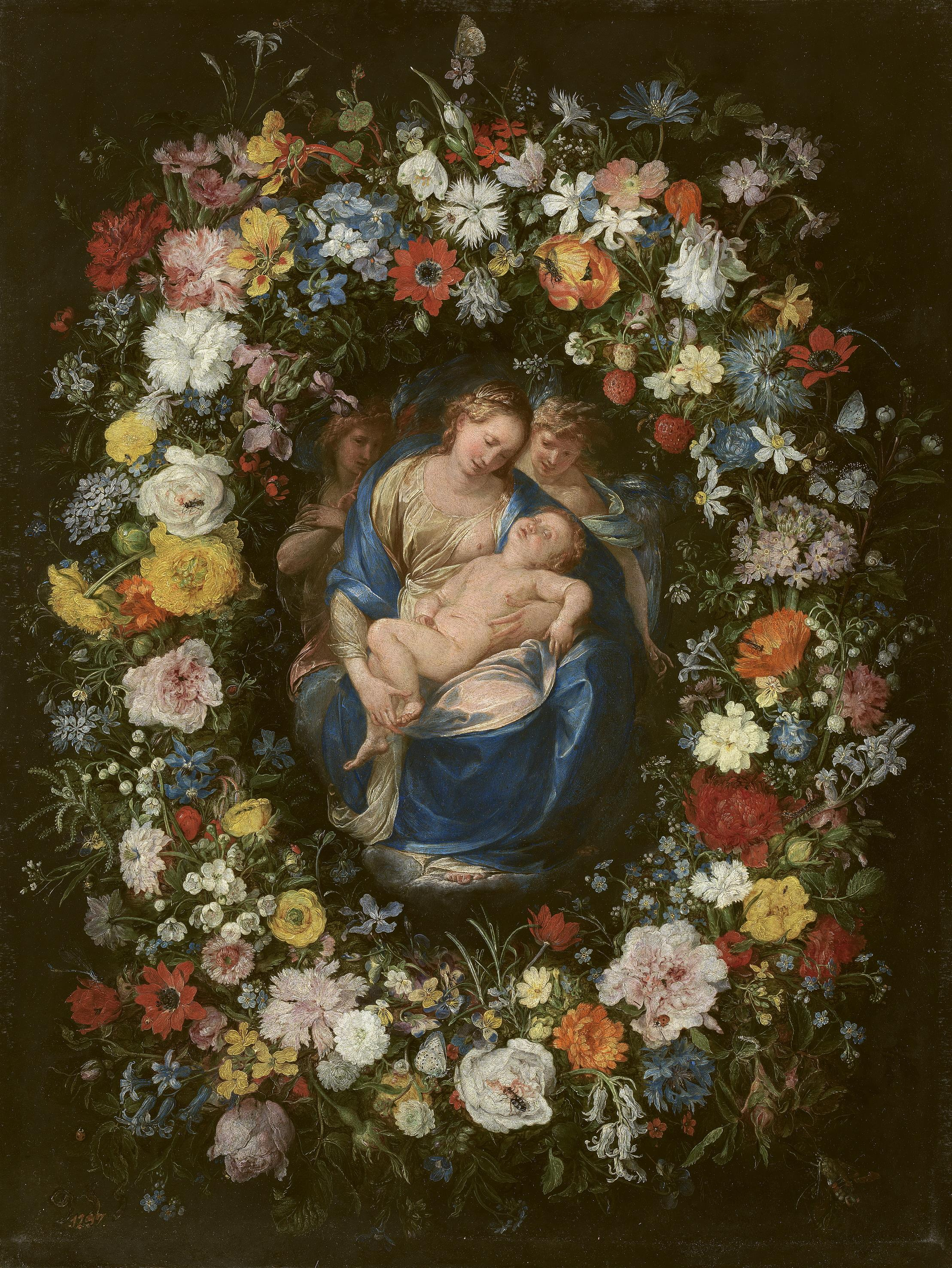
Jan Brueghel d. Ä. und Giulio Cesare Procaccini: Madonna mit Kind und Engel im Blumenkranz, ca. 1619, Öl auf Kupfer, 48 × 36 cm, Prado, Madrid
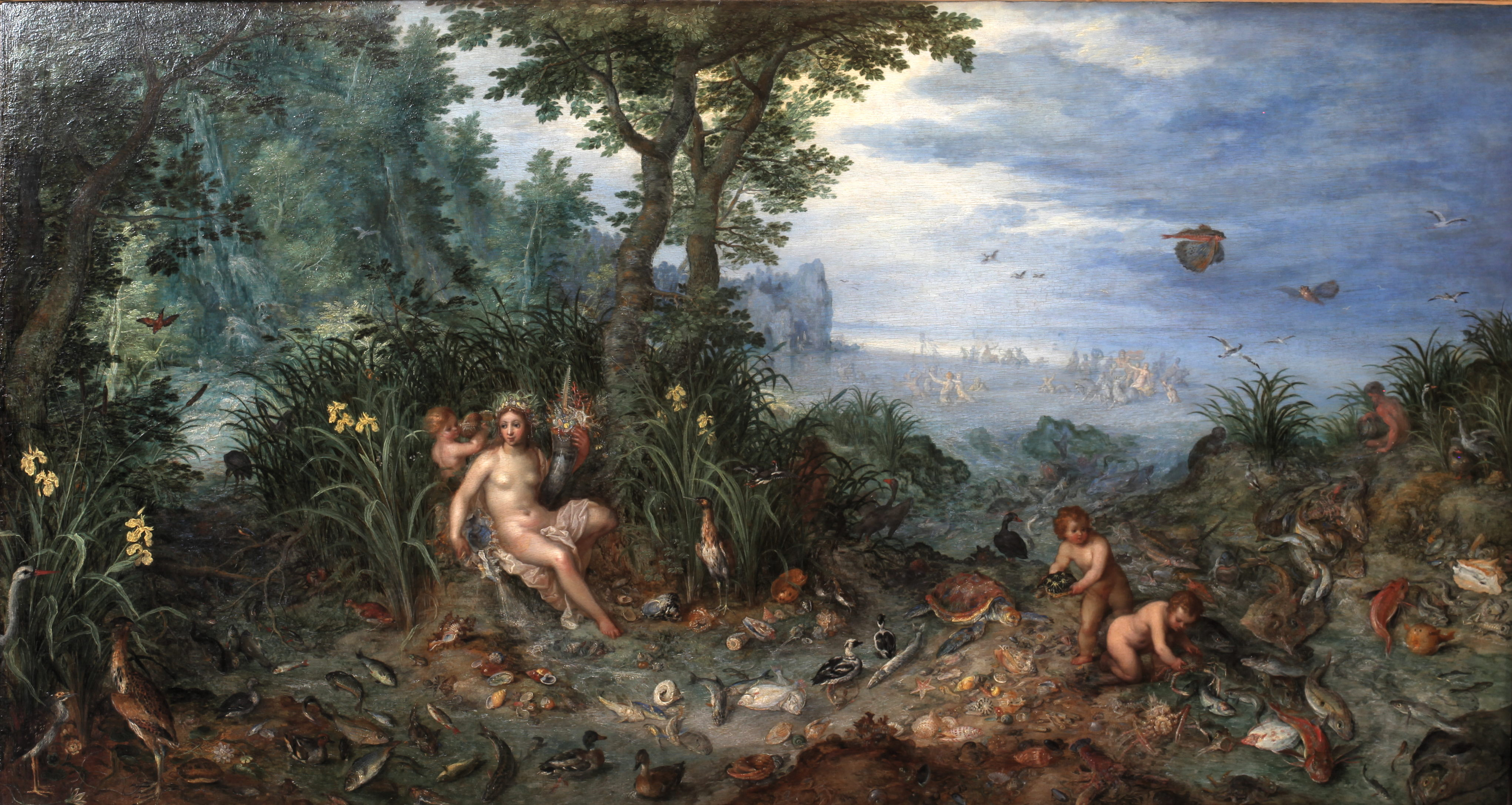
Allegorie des Wassers, 1611, Öl auf Leinwand, 46 × 83 cm, Musée des Beaux-Arts, Lyon
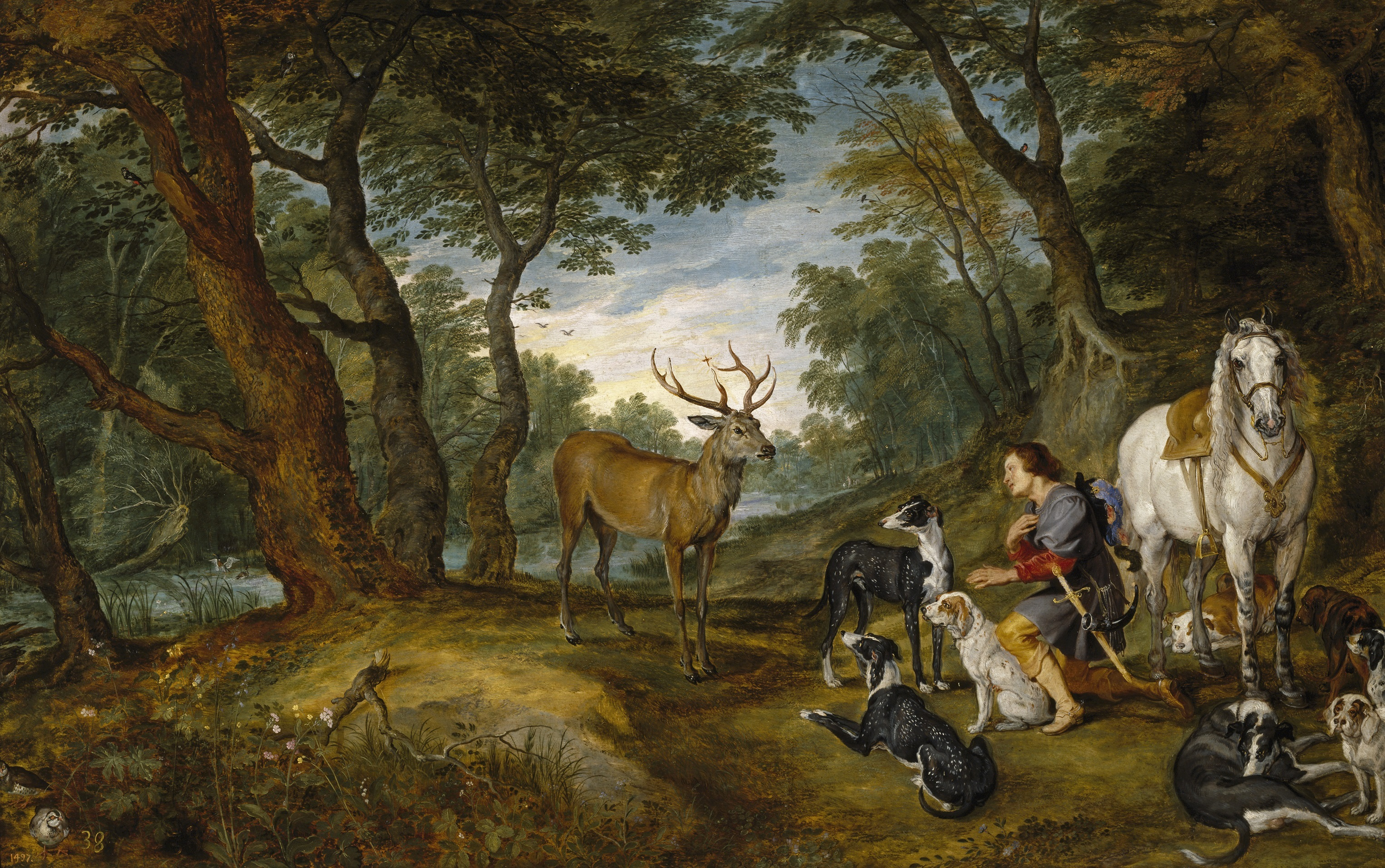
Jan Brueghel d. Ä. und P. P. Rubens: Vision des hl. Hubertus, Öl auf Holz, 63 × 100 cm, Prado, Madrid. Von Rubens oder seiner Werkstatt ist nur die Figur des Heiligen.
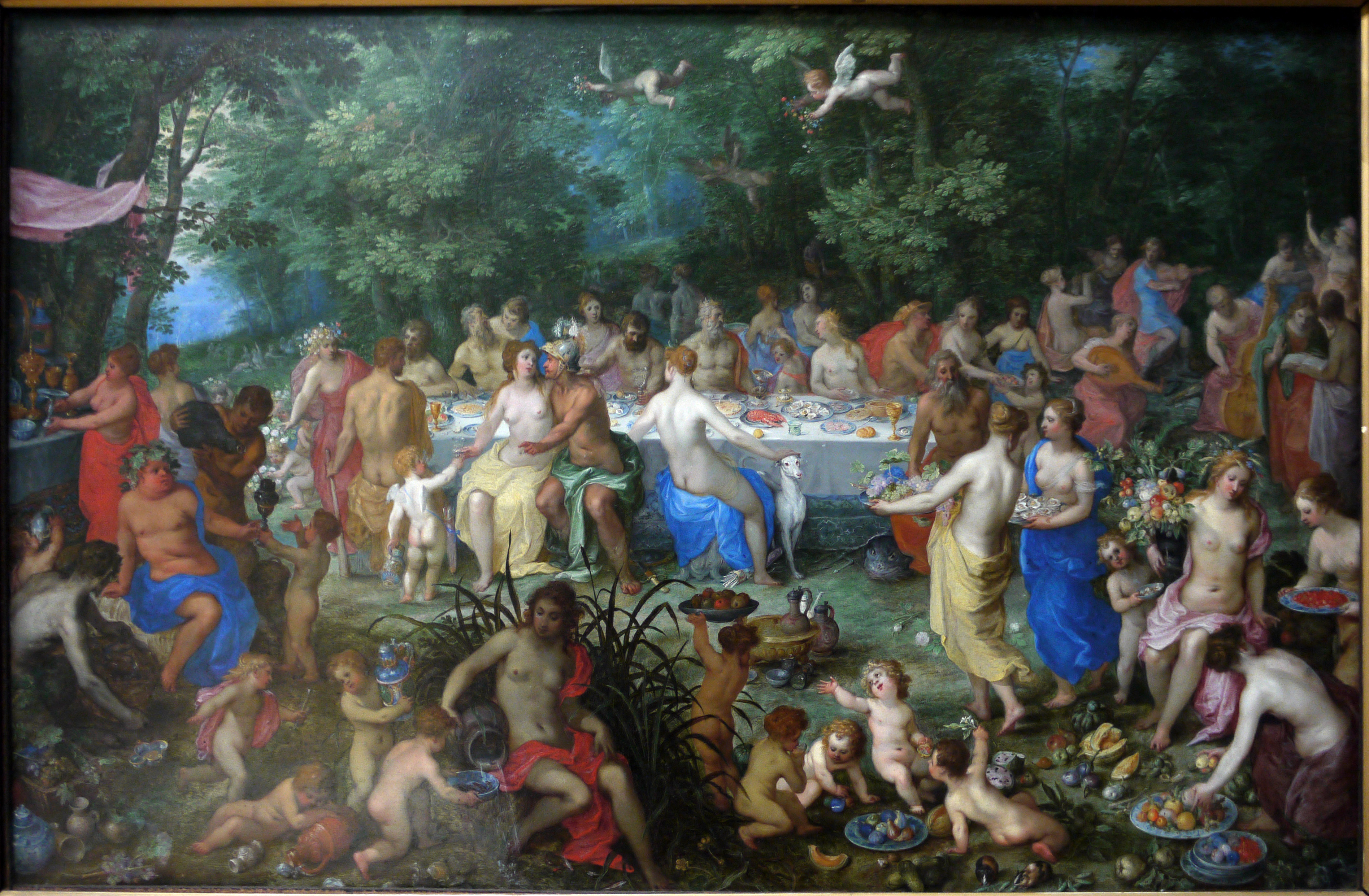
Jan Brueghel d. Ä. und Hendrik van Balen: Hochzeit von Thetys und Peleus, um 1618, Öl auf Kupfer, 51 × 78 cm, Louvre, Paris
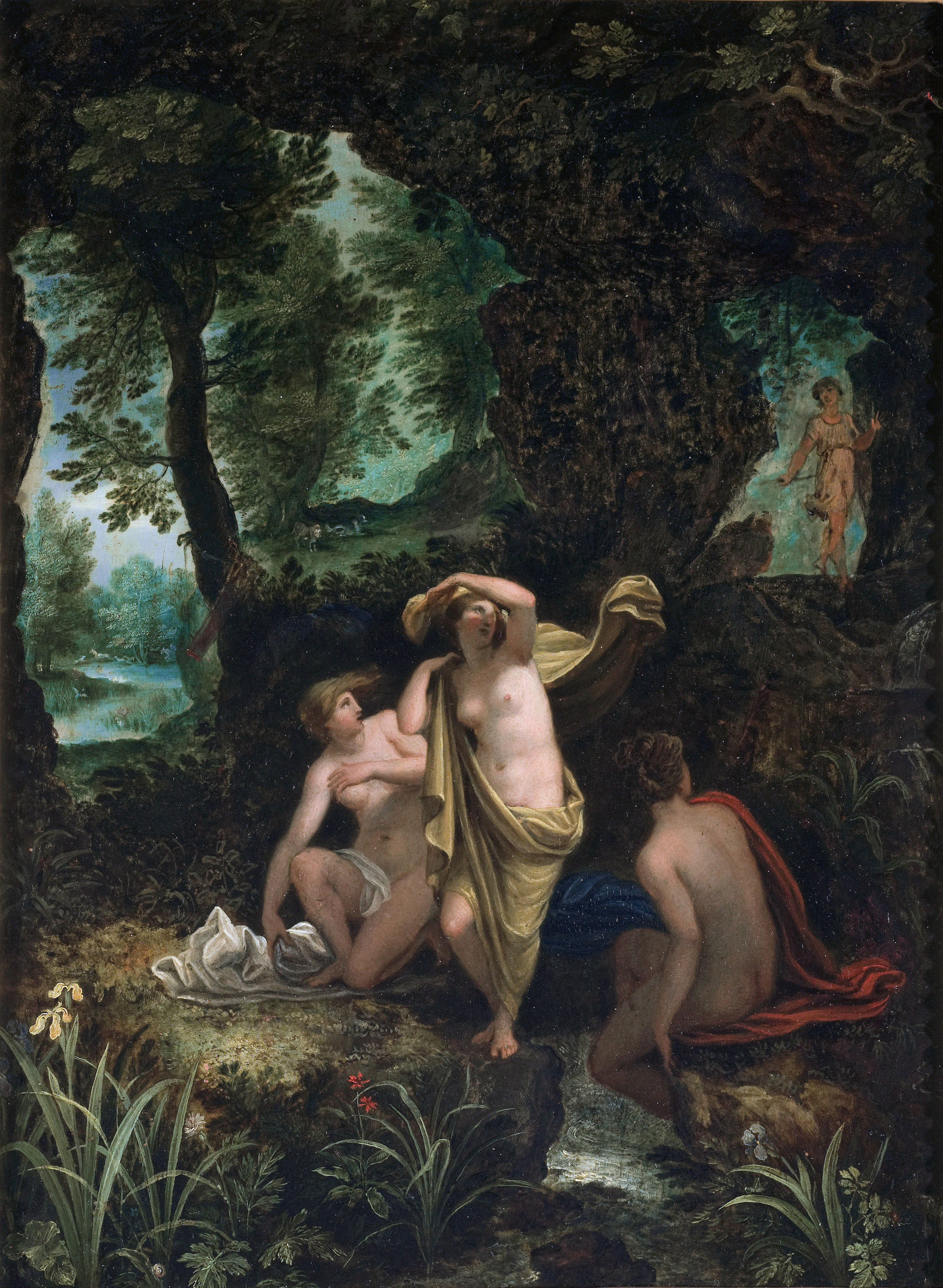
Jan Brueghel d. Ä. und ein anonymer Maler (Jacob de Backer[40] ?): Landschaft mit Diana und Actaeon, um 1590–91, Öl auf Kupfer, 37 × 27 cm, Schwedisches Nationalmuseum, Stockholm
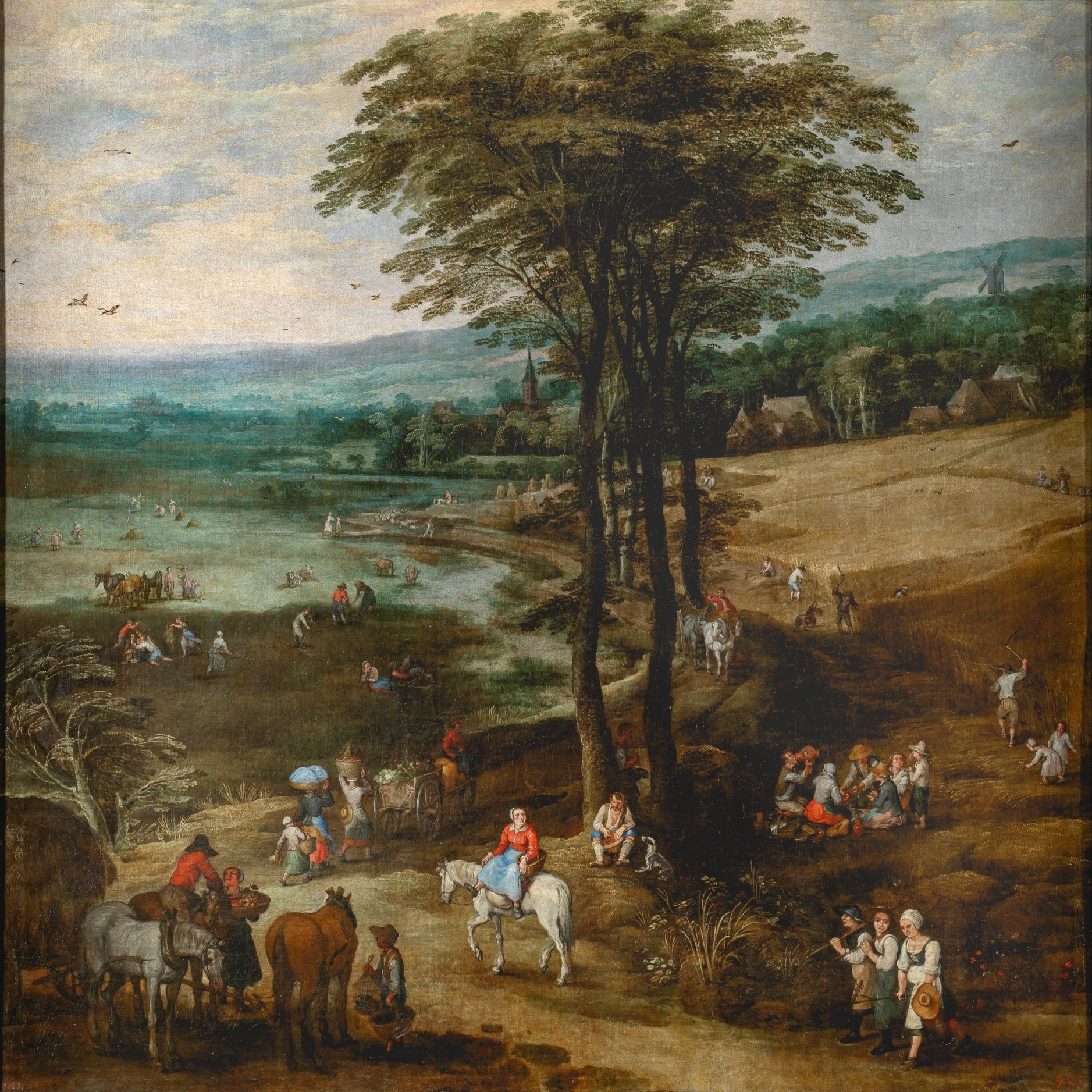
Jan Brueghel d. Ä. und Josse de Momper (zugeschrieben):[41] Das Landleben, ca. 1620–1622, Öl auf Leinwand, 166 × 168 cm, Prado, Madrid. Einige Figuren, vor allem die drei Frauen unten rechts, sind freie Kopien aus der berühmten Heuernte von Pieter Brueghel d. Ä. (1565, Nationalgalerie, Prag)
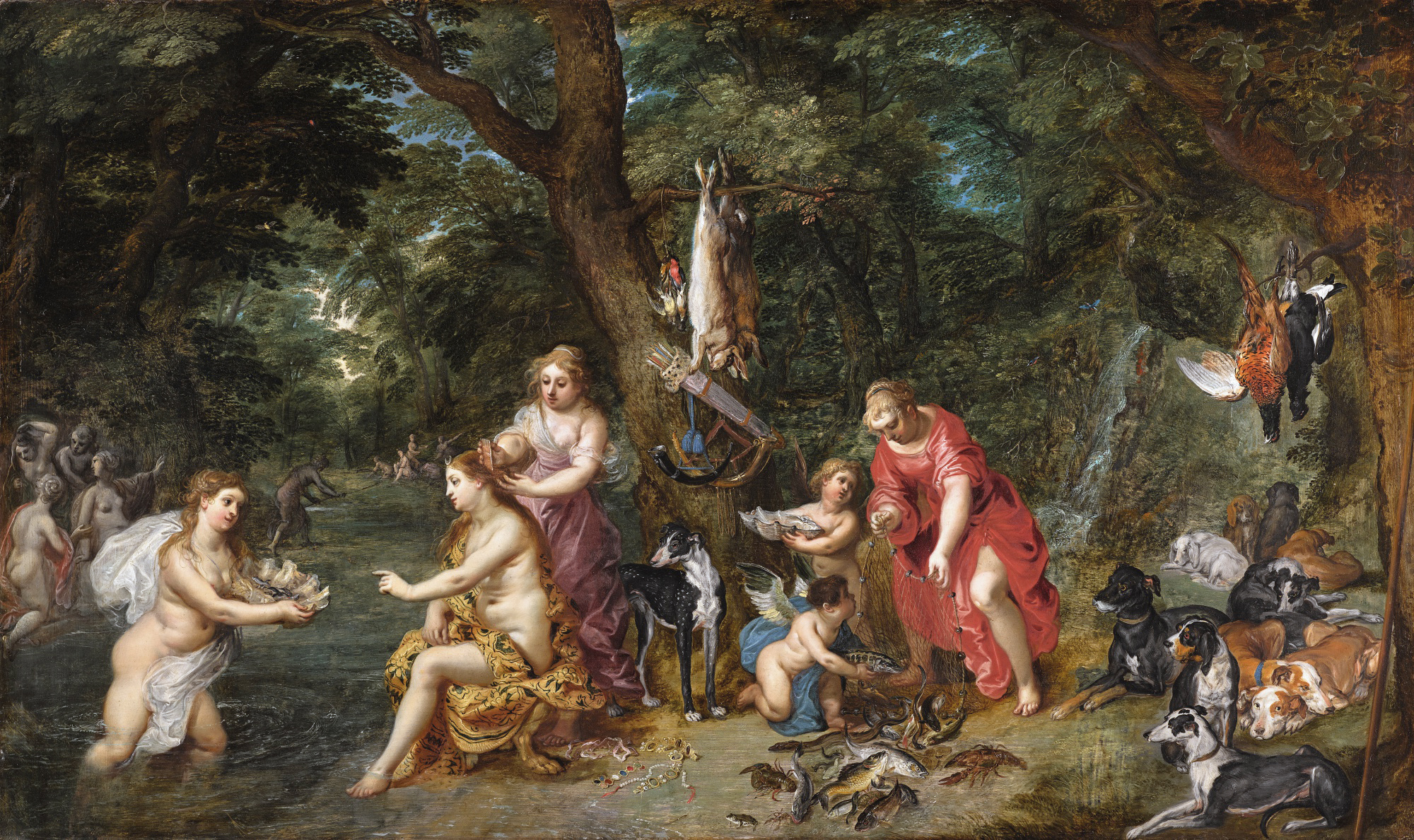
Jan Brueghel d. Ä. und Hendrik van Balen: Diana und ihre Nymphen, ca. 1620–25, Öl auf Holz,  55,6 × 94,3 cm, Privatsammlung (?)

## Werke (Auszug)

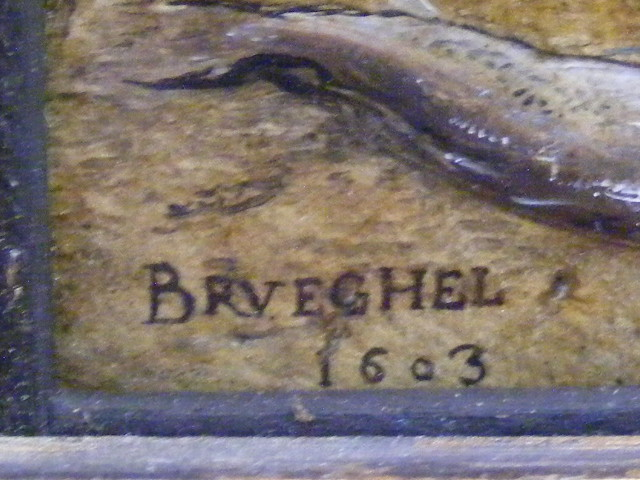
Signatur des Gemäldes Großer Fischmarkt

Jan Brueghel d. Ä. war ein extrem fleißiger Maler und hinterließ ein umfangreiches, vielfältiges und fantasievolles Gesamtwerk von höchster Qualität. Seine Gemälde gehören zum Bestand der bedeutendsten Kunstmuseen und -galerien der Welt. Besonders große Sammlungen besitzen der Prado in Madrid (über 50 Werke), die Alte Pinakothek in München und die Galerie Alte Meister in Dresden (jeweils über 20 Werke). Weitere wichtige Werke befinden sich im Rijksmuseum (Amsterdam), im Mauritshuis (Den Haag), im Kunsthistorischen Museum (Wien), im Louvre (Paris), in der Eremitage (Sankt Petersburg), in der Pinacoteca Ambrosiana (Mailand), sowie in vielen anderen großen und kleineren Sammlungen. Aufgrund seiner vielen Nachahmer sind jedoch in manchen Fällen (beispielsweise unter den vielen Bildern im Prado) Zuschreibungen an Jan Brueghel d. Ä. fraglich und müssten teilweise Jan Brueghel dem Jüngeren, oder einem anderen Künstler, zugeordnet werden.
- Die Enthaltsamkeit des Scipio. Öl auf Kupfer, 1609, 72,5 × 106,5 cm. Alte Pinakothek München, Inv. Nr. 827
- Die Weissagung des Propheten Jesaias. Öl auf Kupfer, um 1609, 40,5 × 50,5 cm. Alte Pinakothek, Inv. Nr. 1999
- Feldwache im Wald. Öl auf Leinwand, 1612, 36,5 × 47,5 cm, Stedelijk Museum, Leiden[43]
- Thetis und Achill in der Schmiede des Vulkan. Öl auf Holz, um 1613, 34 × 53,5 cm. Alte Pinakothek, Inv. Nr. 1881
- Landschaft mit Reitern und Bauern, Öl auf Kupfer, 17,5 × 27 cm
- Landstraße mit Reisenden und Wirtshaus, 1611 Kunsthaus Zürich

Das Gemälde Landstraße mit Bauernwagen und Kühen wurde 1979 beim Kunstdiebstahl von Gotha aus der Ausstellung im Schloss Friedenstein gestohlen und gilt seitdem als verschollen. Am 6. Dezember 2019 wurde vermeldet, dass das Gemälde möglicherweise wieder aufgetaucht sei und sich seit September 2019 in der Obhut der Staatlichen Museen zu Berlin befinde, wo es durch das Rathgen-Forschungslabor einer Echtheitsprüfung unterzogen werde.